# 湯沢町

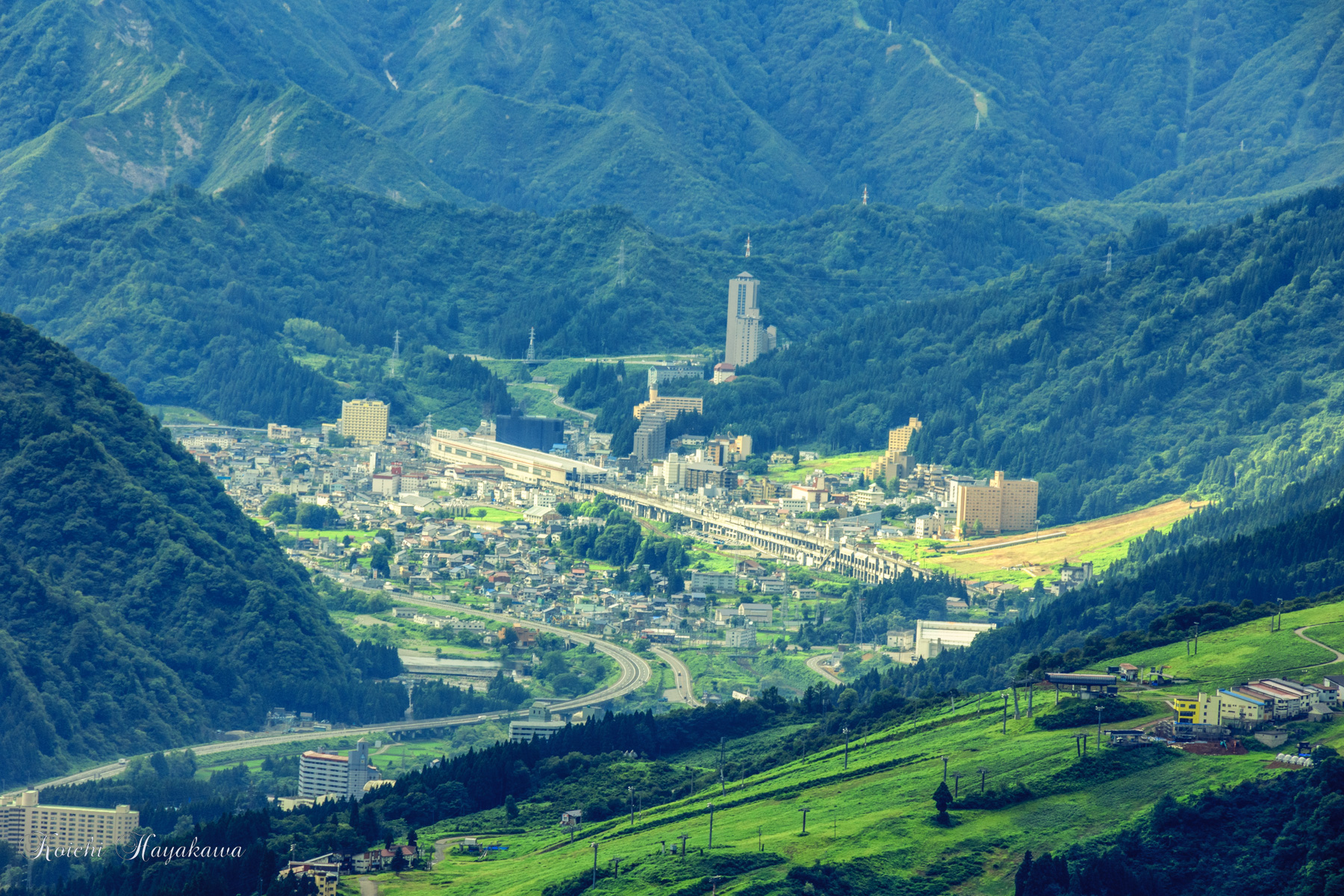
中心部（越後湯沢駅周辺）の街並み

高層マンションが建ち並ぶ

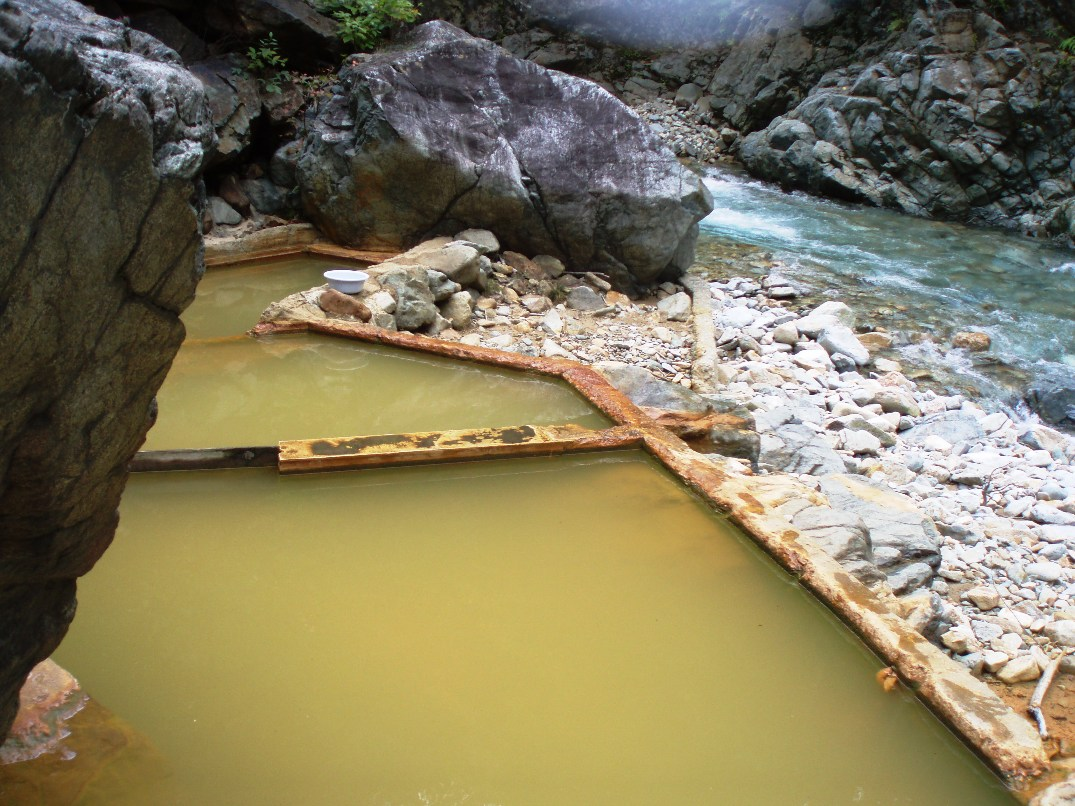
温泉が湧く出湯の町

湯沢町（ゆざわまち）は、新潟県南魚沼郡の町。1955年（昭和30年）3月31日に湯沢村・神立村・土樽村・三俣村・三国村の5村が合併して発足した。

## 概要
雪国観光圏を構成する自治体の一つで、観光立町を宣言しており、2018年よりブランドスローガンを「君と一緒に暮らす町」と定めている。秋田県湯沢市と区別するため、越後湯沢（えちごゆざわ）と呼ばれる。南魚沼産コシヒカリや日本酒（地酒）の産地の一つ。
新潟県の最南端に位置し、関東地方（首都圏）への玄関口として国道17号、関越自動車道、上越線および上越新幹線といった交通インフラが集中している。そのため首都圏へ通勤・通学する住民や学生もいる。近隣の南魚沼市、魚沼市とは魚沼地域定住自立圏形成協定を結んでいる。
上信越高原国立公園と魚沼連峰県立自然公園を構成している自治体の一つで、日本百名山の苗場山や谷川岳を中心としてアウトドアレジャーや登山の好適地となっている。日本海側気候に属する豪雪地帯で冬には多量の降雪があり、気象条件を生かしてウィンタースポーツを楽しめるスノーリゾートが多く存在する。
鎌倉時代より続く温泉地である越後湯沢温泉があり、川端康成の小説『雪国』のモデルとなった。戦国時代には関東へ続く三国峠の守りの要衝として荒戸城や浅貝寄居城が築かれた。近世には三国街道の宿場町として湯沢宿（上宿・下宿）、三俣宿、二居宿、浅貝宿が存在した。昭和末期から平成初期（バブル時代前後）の頃にはリゾート開発ブームがあり、複数のスキー場の新規開業や、58棟のリゾートマンションの建設があった。その様子を取り上げて「東京都湯沢町」と題した特集が1988年から1989年にかけて新潟日報に連載された。その後、バブル崩壊や平成不況、暖冬少雪に伴うスキーブームの終焉により、スキー客が減少したことでスキー場の閉鎖が相次ぎ、リゾートマンションも価格が暴落するなど町の経済や都市計画（まちづくり）に大きな影響があった。
1999年以降は毎年夏に苗場で開催されるフジロックフェスティバルが人気を集めている。
2011年に発生した東日本大震災での被害は少なく、町が積極的に被災者の受け入れをしたことが高く評価された。
2020年以降の新型コロナウイルス感染症の流行下においては、リモートワーク・ワーケーションの浸透や、行政による補助制度の後押しなどにより、移住者が増えている。

## 地理
新潟県の中部（中越地方）最南端に位置し、群馬県・長野県と県境を接する。全域が特別豪雪地帯。
魚沼盆地につながる北側を除いて町の東、南、西のいずれも越後山脈（三国山脈）に連なる2,000メートル級の山々に囲まれている。町の総面積35,729ヘクタールの92.2%にあたる32,957ヘクタールが山林。
越後山脈から魚沼丘陵に続く山並みで水系が東西に分断されており、東側は第四紀の成層火山である飯士山のすそ野に沿って流れる大源太川と、中央分水嶺から日本海に向かって流れる魚野川の堆積により、全体的には小さな盆地状の地形をしている。西側は概ね山域で、そこを流れる清津川に沿うように集落が点在している。
最低地点は南魚沼市との境界付近の294メートル、最高地点は佐武流山の2,191.5メートル。

### 山脈
越後山脈（三国山脈・谷川連峰）

### 山
白砂山・上ノ間山・稲包山・三坂峠・忠次郎山・上ノ倉山・佐武流山・大黒山・向山・三国峠・三国山・筍山・大源太山（太源太山）・天丸木山・赤倉山・赤湯山・平標山・仙ノ倉山・松手山・万太郎山・谷川岳・苗場山・一ノ倉岳・茂倉岳・神楽ヶ峰・日白山・東谷山・八木尾山・タカマタギ山・武能岳・白板山・向山・雁ヶ峰・足拍子山・荒沢山・七ツ小屋山・正面山・高石山・大源太山 ・柄沢山・方丈山・秋葉山・大峰山・立柄山・高津倉山・飯士山・高平ノ頭・ロクロノ頭

### 河川
- 魚野川・蓬沢・檜ノ又谷・茂倉谷・万太郎谷・毛渡沢・仙之倉谷・大根下シ沢・平標沢・小松沢・柄沢・松川入川・南沢川・戸沢川・平沢川・駒形川・ツナギ川・松出沢・江沢川・主水沢・仲間沢・滝沢川（滝ノ沢）・大布場川・湯ノ沢川
- 大源太川・北沢・ヒロクボ沢・芝倉沢・足拍子川・小沢・岩の沢・中の沢・奥添地川・居頭沢
- 清津川・外ノ川・高石沢・庄八ノ沢・八木沢・コベヤ沢・葦ノ沢・水無川・カッサ川・祓川・二居川・地王堂川・大川・ヤカイ沢・河内沢・田代沢・棒沢・上ユウビツ倉沢・熊沢・サゴイ沢・西ノ沢・セバト川・大栃沢・赤沢・浅貝川・湯之沢・コベックラ沢・北ノイリ沢

### 湖沼
いずれも砂防・治水・利水などを目的としたダム・堰堤による人造湖。
二居湖（二居ダム）・田代湖（カッサダム）・カッサ川ダム・大源太湖（大源太川1号砂防堰堤）

### 自然公園
国立公園
- 上信越高原国立公園

県立公園
- 魚沼連峰県立自然公園

レクリエーションの森
- 苗場自然休養林
- 浅貝自然観察教育林
- 苗場ふれあいの郷森林スポーツ林
- 田代原スポーツ林
- 飯士高原スポーツ林

### 隣接自治体
※北から西回りに
- 南魚沼市
- 十日町市
- 津南町
- 長野県栄村
- 群馬県中之条町
- 群馬県みなかみ町

## 気候
寒暖の差が大きく気温の年較差、日較差が大きい顕著な大陸性気候である。日本有数の豪雪地帯であり、周辺の自治体と同様に特別豪雪地帯に指定されている。
| 湯沢（1991年 - 2020年）の気候      | 湯沢（1991年 - 2020年）の気候 | 湯沢（1991年 - 2020年）の気候 | 湯沢（1991年 - 2020年）の気候 | 湯沢（1991年 - 2020年）の気候 | 湯沢（1991年 - 2020年）の気候 | 湯沢（1991年 - 2020年）の気候 | 湯沢（1991年 - 2020年）の気候 | 湯沢（1991年 - 2020年）の気候 | 湯沢（1991年 - 2020年）の気候 | 湯沢（1991年 - 2020年）の気候 | 湯沢（1991年 - 2020年）の気候 | 湯沢（1991年 - 2020年）の気候 | 湯沢（1991年 - 2020年）の気候 |
| 月                                 | 1月                           | 2月                           | 3月                           | 4月                           | 5月                           | 6月                           | 7月                           | 8月                           | 9月                           | 10月                          | 11月                          | 12月                          | 年                            |
| ---------------------------------- | ----------------------------- | ----------------------------- | ----------------------------- | ----------------------------- | ----------------------------- | ----------------------------- | ----------------------------- | ----------------------------- | ----------------------------- | ----------------------------- | ----------------------------- | ----------------------------- | ----------------------------- |
| 最高気温記録 °C （°F）             | 15.5 (59.9)                   | 17.8 (64)                     | 22.8 (73)                     | 29.4 (84.9)                   | 34.1 (93.4)                   | 35.4 (95.7)                   | 36.6 (97.9)                   | 37.2 (99)                     | 34.7 (94.5)                   | 31.0 (87.8)                   | 25.3 (77.5)                   | 21.5 (70.7)                   | 37.2 (99)                     |
| 平均最高気温 °C （°F）             | 2.8 (37)                      | 3.6 (38.5)                    | 7.7 (45.9)                    | 15.3 (59.5)                   | 21.9 (71.4)                   | 25.0 (77)                     | 28.5 (83.3)                   | 29.9 (85.8)                   | 25.4 (77.7)                   | 19.1 (66.4)                   | 12.8 (55)                     | 6.1 (43)                      | 16.5 (61.7)                   |
| 日平均気温 °C （°F）               | −0.4 (31.3)                   | −0.1 (31.8)                   | 3.0 (37.4)                    | 9.2 (48.6)                    | 15.7 (60.3)                   | 19.9 (67.8)                   | 23.5 (74.3)                   | 24.7 (76.5)                   | 20.5 (68.9)                   | 14.3 (57.7)                   | 7.9 (46.2)                    | 2.3 (36.1)                    | 11.7 (53.1)                   |
| 平均最低気温 °C （°F）             | −3.2 (26.2)                   | −3.4 (25.9)                   | −0.9 (30.4)                   | 3.9 (39)                      | 10.1 (50.2)                   | 15.4 (59.7)                   | 19.7 (67.5)                   | 20.6 (69.1)                   | 16.6 (61.9)                   | 10.3 (50.5)                   | 3.9 (39)                      | −0.7 (30.7)                   | 7.7 (45.9)                    |
| 最低気温記録 °C （°F）             | −12.6 (9.3)                   | −11.5 (11.3)                  | −10.6 (12.9)                  | −5.6 (21.9)                   | 0.7 (33.3)                    | 6.2 (43.2)                    | 11.6 (52.9)                   | 13.1 (55.6)                   | 6.2 (43.2)                    | 0.1 (32.2)                    | −6.6 (20.1)                   | −9.8 (14.4)                   | −12.6 (9.3)                   |
| 降水量 mm （inch）                 | 314.9 (12.398)                | 213.3 (8.398)                 | 165.4 (6.512)                 | 109.6 (4.315)                 | 99.7 (3.925)                  | 135.3 (5.327)                 | 214.3 (8.437)                 | 204.5 (8.051)                 | 175.5 (6.909)                 | 177.7 (6.996)                 | 194.7 (7.665)                 | 309.3 (12.177)                | 2,301.9 (90.626)              |
| 降雪量 cm （inch）                 | 377 (148.4)                   | 288 (113.4)                   | 159 (62.6)                    | 20 (7.9)                      | 0 (0)                         | 0 (0)                         | 0 (0)                         | 0 (0)                         | 0 (0)                         | 0 (0)                         | 12 (4.7)                      | 210 (82.7)                    | 1,054 (415)                   |
| 平均降水日数 （≥1.0 mm）           | 24.0                          | 20.0                          | 20.0                          | 13.5                          | 11.9                          | 13.4                          | 15.7                          | 13.9                          | 14.4                          | 14.9                          | 17.3                          | 21.9                          | 200.5                         |
| 平均月間日照時間                   | 45.8                          | 62.3                          | 95.2                          | 149.0                         | 189.4                         | 140.1                         | 129.1                         | 164.1                         | 111.7                         | 107.6                         | 88.9                          | 63.5                          | 1,346.7                       |
| 出典1：Japan Meteorological Agency |                               |                               |                               |                               |                               |                               |                               |                               |                               |                               |                               |                               |                               |
| 出典2：気象庁                      |                               |                               |                               |                               |                               |                               |                               |                               |                               |                               |                               |                               |                               |

## 歴史

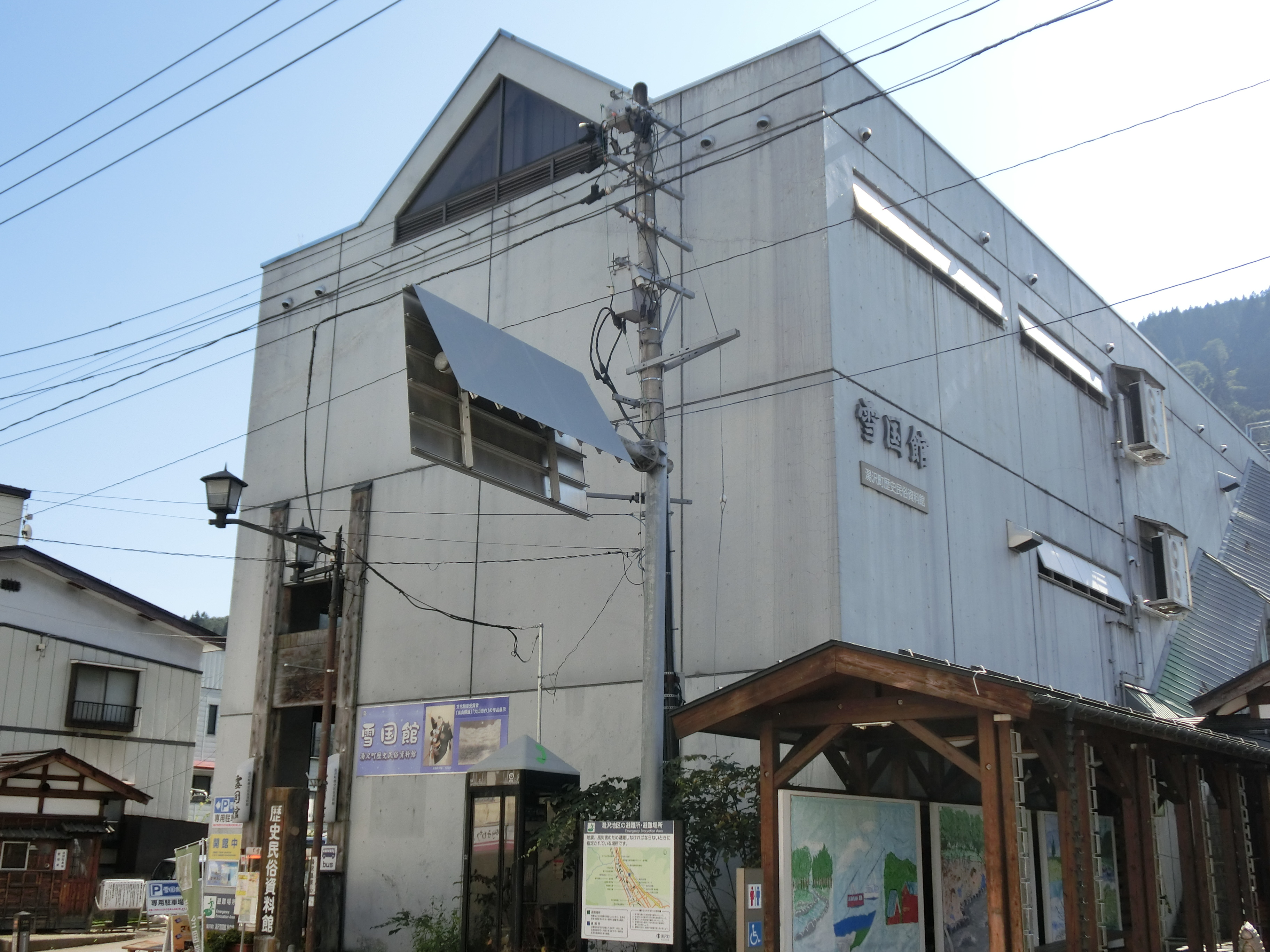
湯沢町歴史民俗資料館

### 旧石器時代・縄文時代・弥生時代
昭和から平成にかけて大規模なインフラ工事の多かった湯沢町では埋蔵文化財の発掘調査も盛んに行われた。
有史以前には町内の川久保遺跡や岩原遺跡などを中心に旧石器時代から人が住んでいた様子が確認できる。
縄文時代には上記の遺跡を含むいくつかのムラがあり、県内の他の地域と同様に火焔型土器を使用する文化があったと見られる。
弥生時代に相当する土器の破片が竜岩窟で見つかっている。

### 古墳時代
町内で顕著な遺構は発見されていないが、群馬県と魚野川沿いの古墳遺跡の類似性からこの頃より往来があったと考えられる 。

### 飛鳥〜平安〜室町時代
大化の改新以前は北陸道高志国の一部だったと見られる。
701年（大宝元年）の大宝律令制定により国郡里制が敷かれ、現在の南魚沼市、魚沼市、津南町などと併せて魚沼郡（伊乎乃、いおの）と称する（和名抄国郡部）。当初は越中国としたが702年（大宝2年）に越後国に編入（続日本紀第2巻）。
延暦年間に越後守となった坂上田村麻呂が三国峠に越後の弥彦神社・信濃の諏訪明神・上野の赤城明神の三社を祭ったのが三阪神社（御坂三社大明神・三国権現などとも呼称）の起源であると伝えられている。
群馬県側の永井宿の伝承では空海(弘法大師)も巡錫の折に三国峠を訪れたとされる。
927年（延長5年）にまとめられた『延喜式神名帳』の越後国の式内社一覧のうち魚沼神社・伊米神社は同名の神社が町内に存在。
魚沼神社は天平神護年間の創祀と伝わる。
伊米神社は稲作の神として苗場山の山頂にも祀られている。現在にも役行者の信仰が残ることから苗場山の開山は修験者によるものと考えられる。山頂にかつて存在した山小屋「遊仙閣」（2008年取り壊し）は六日町出身の修験者・雲尾東岳によって作られた。
- 1075年（承保2年） - 越後新発田の高橋半六（高半旅館祖）が関東に向かう途中、湯ノ沢川で温泉を発見（自然湧出毎分約500L）。湯沢の地名の由来となる[19]。
- 1176年（安元2年） - 戸内山の地すべりにより魚野川が堰き止められ、現在の大字神立付近まで冠水したと伝わる。
- 1200年頃 - 湯沢村の草創と共に村の鎮守として諏訪社が創建[20]。
- この頃 - 貝掛温泉が開湯
- 1333年（元弘3年） - 建武の新政の叙位除目により新田義貞が越後守となり、新田氏の配下の一族が移り住むようになる。
- 正平年間 - 武蔵野合戦に敗れた南朝方の脇屋義治が戸沢地内に潜伏する。宗良親王の一族「国王丸」が後にこの地で没したとの口伝がある[21]。
- 1362年（正平17年 / 貞治元年） - 上杉憲顕が関東管領になり、上杉氏の一部が移り住むようになる。
- 明徳年間 - 薬師堂が創建
- 応永年間 - 熊野神社が創建
- 1486年（文明18年）
  - 道興准后が三国峠を越える（『廻国雑記』）
  - 尭恵法印が三国峠を越える（『北国紀行』・三国峠の文献での初出）
- 1488年（長享2年） - 長享の乱から逃れて万里集九が三国峠を越えて石白（現在の大字神立）を通り上田庄へ向かう（『梅花無尽蔵』）
- 大永年間 - 瑞祥庵が創建

### 戦国時代
戦国時代に入ると国衆による統治の時代に入り、一帯を治める上杉氏の家臣団は上田衆と呼ばれた。
この時代の出来事は永正の乱、越後長尾氏、上田長尾家、上杉謙信、御館の乱、上杉景勝も参照。
上杉謙信の関東遠征を特に「越山」と呼ぶ。
大源太川に沿って遡上しシシゴヤノ頭を越えて群馬県みなかみ町に抜ける道が「謙信ゆかりの道」の名で現在も登山道の一部として整備されている。
町内の小坂地内に「謙信手植えの松」として伝わる松があったが雪害等により失われ、現代では三代目の松が地元の有志によって植樹されている。
- 1560年（永禄3年）5月 - 小田原城を攻めるため上杉謙信が最初の三国峠越え。以降、多数の軍馬を通すため軍道沿いの整備が進む。
- 1563年（永禄6年） - 『永禄六年北国下り遣足帳』第三紙表に「湯ノサワ」「アサカイ」の文字が見える[24]
- 1571年（元亀2年） - 浅貝の地に浅貝寄居城が築かれる。
- 1578年（天正6年） - 上杉謙信の死により御館の乱が勃発。景虎方の北条氏の侵攻に備えるため芝原峠に荒戸城（新戸、あらと、荒砥城）が築かれる。北条氏照・氏邦らによって荒戸城が攻め落とされるが、本格的な冬の到来の前に撤退する。
  - この頃 - 攻め入ってきた北条氏により泉福寺（後の宝珠庵）が打ち壊される。何者かによって石白古銭が密かに地中に埋められる[25]。
- 1582年（天正10年） - 織田軍の滝川一益の軍勢が三国峠まで迫るが上杉軍がこれを退ける（『北国太平記』）
- 1584年（天正12年） - 郡司に命じられた栗林政頼が荒砥に関所を設ける（後の八木沢口留番所）
- 1598年（慶長3年） - 上杉家の会津移封により堀直寄が坂戸藩2万石として入る。荒戸城廃城。
  - この頃 - 荒戸城で戦死した城平城主・樋口主水助の甥の清元によって大岳寺が創建。
- 1600年（慶長5年） - 堀直寄、堀秀治らにより越後一揆（上杉遺民一揆）が鎮定される。

### 江戸時代
江戸時代には脇往還「三国街道（三国越、三国通り、三国往還とも）」の宿場町として発展していく。
佐渡三道（佐州三路）の一つとして佐渡奉行や新潟奉行、巡見使、関八州取締出役などが通った他、越後で産出する米・鮭・塩・麻・紬・縮（越後上布）や佐渡の金・上田の銀の輸送路として、また長岡藩・村松藩・与板藩（稀に高田藩・新発田藩・村上藩・黒川藩）といった諸大名の参勤交代にも使われようになる。
街道沿いの宿駅には移動のための馬と人足や、宿泊のための本陣や脇本陣が置かれ、旅籠や木賃宿なども軒を連ねた。浅貝、二居、三俣を合わせて三国三宿とも呼ぶ。戊辰戦争で焼かれなかった三俣宿の「池田家」は建物が現存している。
峠越えの立地から、この時代の宿駅機能としては三俣宿が中心であった。関所（番所）もここに置かれた。
なお、河井継之助の三国峠越えは史実ではなく『峠 (小説)』による創作である。
- 慶長年間 - 堀氏により検地が行われ（堀検地、慶長検地）、街道筋の本格的な普請が始まる。
- 1609年（慶長14年） - 三国街道が道中奉行の配下となり、宿建が行われた。
- 1610年（慶長15年） - 越後福嶋騒動により、高田藩（福嶋藩）となる。
- 1635年（寛永12年） - 武家諸法度（寛永令）により参勤交代が始まる。
- 1643年（寛永20年） - 郷村法度により郡内の組分けが行われ、湯沢一帯の村は塩沢組となる。湯沢村、神立村、土樽村を合わせて石白郷とも呼ぶ。
- 1681年（延宝9年） - 越後騒動により、幕府領となる（出雲崎代官所小千谷陣屋預領）。
- 1683年（天和2年） - 天和検地（元禄検地）が行われる。
- 1724年（享保9年） - 魚沼郡の7組は会津藩預所となる
- 1755年（宝暦4年） - 幕府領に戻る
- 1762年（宝暦12年） - 再び会津藩領になる
- 1811年（文化8年） - 鈴木牧之が苗場山に登頂。「北越雪譜」にその様子を記す。
- 天保年間 - 天保郷帳が作られる
- 1861年（文久元年） - 幕府領になる
- 1868年（慶応4年） - 三国峠が戊辰戦争の戦場となる（三国峠の戦い）。撤退戦により浅貝宿と二居宿は全戸焼失[27]。新政府によって柏崎県（第1次）の一部となる。

### 明治時代
統治機関の変遷は南魚沼郡#歴史も参照。
- 1869年（明治2年） - 越後府（第2次）、水原県を経て柏崎県（第2次）第四大区となる。
- 1872年（明治5年） - 宿駅制度が廃止され、八木沢口留番所が閉鎖される。
- 1873年（明治6年） - 柏崎県（第2次）と新潟県（第2次）の合併により現在の新潟県第十三大区小一区となる。
- 1874年（明治7年） - 二居小学校開校
- 1875年（明治8年） - 湯沢小学校、三俣小学校、神立小学校、土樽小学校開校
- 1876年（明治9年） - 東京から開港地新潟に至る道である（旧）三国街道が一等国道に指定される（太政官達第60号）。
- 1879年（明治12年） - 郡区町村編制法により南魚沼郡発足。
- 1885年（明治18年） - 清水峠の開削により三国峠が国道から県道へと移る。(清水峠は数年で荒廃)
- 1889年（明治22年） - 町村制施行に伴い、湯沢村、神立村、土樽村、三俣村、二居村、浅貝村が発足。

1893年（明治26年）以降は、新潟と首都圏の間の交通は碓氷峠経由の信越本線が主軸となり交通量が減少する。
- 1900年（明治33年） - 浅貝分校開校
- 1901年（明治34年） - 二居村と浅貝村が合併し三国村が発足。

### 大正時代
- 1913年（大正2年） - 新潟逓信管理局員の本間栄太郎が高田で開かれたスキー術普及会に参加し、技術を持ち帰ったことにより当地にスキーが伝来する。ただちに複数の講習会が開かれるなど広がりを見せる[28][29]。
- 1915年（大正4年） - 布場スキー場、岩原スキー場（戦前期）開業[30]。
- 1918年（大正7年） - 三俣の大雪崩発生。死者158名を出した日本史上最大の雪崩災害。
- 1919年（大正8年） - 岡村貢、南雲喜之七らの40年に及ぶ鉄道敷設運動が結実し、上越線の建設が帝国議会の決定を受ける[31]。
- 1920年（大正9年） - 三国峠が府県道「沼田六日町線」に指定される。
  - 7月1日～2日 - 日本山岳会の藤島敏男と森喬が土樽村から仙ノ倉、茂倉岳、一ノ倉岳、谷川岳へ案内人の剣持政吉と登頂。近代登山において初の記録となる[32]。
- 1922年（大正11年） - 東京電燈の湯沢発電所が竣工（発送電開始は翌年5月）[33]。
- 1923年（大正12年） - 清水トンネル土樽側の工事開始。土樽信号場（現：土樽駅）が置かれる。東京電燈湯沢発電所運転開始。
- 1925年（大正14年） - 村営電気開業[34]。日本水力電気より供給を受ける。
  - 11月1日 - 上越北線の駅として越後湯沢駅（初代駅舎）開業。

### 昭和
町制施行前
- 1931年（昭和6年） - 清水トンネル完成により上越線が全線開通。土樽信号場の駅舎完成。越後中里駅開業。
  - 11月1日 - 慈恵医大山岳部が和田喜太郎の協力で慈恵苗場ヒュッテを建設（現在のかぐらスキー場・和田小屋の前身）[35]
- 1932年（昭和7年）
  - 7月9日 - 西山1号温泉井（温度71度、1分間に270L自然湧出）を掘り当てることに成功。その後、次々と温泉掘削に大きな成果を上げたことで現在の湯沢温泉の基礎が出来上がり、大規模な温泉保養地となっていった。明治期には共同浴場だった温泉宿も内風呂を設けるようになった。
- 1933年（昭和8年） - 岩原スキー場前仮乗降場が開業。土樽信号場も冬季のスキー客のため仮乗降が始まる。
- 1934年（昭和9年） - 沼田六日町線が（旧）国道9号の一部として指定され改良工事の計画が始まる。
  - 宝珠庵住職の呼び掛けにより寄進が集まり「大峰百番観音」と巡礼路が作られる。開通式の宴会のため主な芸者が出払っていたことで駒子のモデルとなった松栄が川端康成の元へ呼ばれる[36]。
  - 9月24日 - 桐生高等工業高校（現・群馬大学工学部）山岳部がバッキガ平に仙ノ倉山荘を創建[37]
- 1935年（昭和10年） -  川端康成の小説『雪国』の発表が始まる（執筆のための川端の滞在は昭和9,10,11年）
  - 9月25日 - 魚沼大水害[38]
  - 10月 - 乾繭場兼劇場（活動写真）だった旭座で火事
- 1937年（昭和12年） -『雪国』の単行本（旧版）が刊行され、作品のモデル及び執筆の舞台となったことで越後湯沢温泉の知名度は全国的なものとなる。
  - 6月17日〜18日 - 北原白秋、町田嘉章が「湯沢スキーシャンソン」制作取材のため視察に訪れる[39]。白秋は14年初冬にも湯沢を再訪し、いくつかの短歌を作っている[40]。
- 1939年（昭和14年） - 大源太川第1号砂防堰堤が竣工
- 1941年（昭和16年）
  - 1月15日 - 国鉄山の家の高波吾策らの働きかけにより[41] 土樽信号場が土樽駅に昇格
- 1945年（昭和20年） - 雪崩に伴う架線の漏電で越後湯沢駅の駅舎が全焼。再建工事は昭和33年に完成
- 1946年（昭和21年） - 大陸から復員してきた深田久弥が一年ほど滞在する[42]
- 1948年（昭和23年） - アイオン台風
  - 1月 - 松本たかし、吉野秀雄、皆吉爽雨らが滞在[43]
  - 4月1日 - 新潟県立六日町高等学校定時制湯沢分校が開校
- 1952年（昭和27年） - 道路法施行により（旧）国道9号が一級国道17号に指定される
- 1953年（昭和28年）1月3日 - 城平スキー場で定員超過によりリフトの回転装置が破損。乗客が地面に激突するなどして死亡2人、重軽傷12人[44]。日本初のスキーリフト事故[45]。

町制施行後
- 1955年（昭和30年）
  - 3月31日 - 湯沢村・神立村・土樽村・三俣村・三国村が合併して湯沢町が発足（昭和の大合併）
- 1956年（昭和31年）
  - 3月21日 - 高松宮宣仁親王が神楽峰に登頂[46]
- 1958年（昭和33年）
  - 慶應義塾大学ワンダーフォーゲル部が浅貝に三国山荘を建設[47]
  - 12月 - 東京電力清津川発電所竣工
- 1959年（昭和34年） - 伊勢湾台風
  - 6月15日 - 国道17号三国トンネル開通式。初めて自動車で上越国境の通過が可能となる。
  - 12月 - 町営ロープウェイ（湯沢温泉ロープウェイ、現在の湯沢高原ロープウェイ）営業開始。
- 1961年（昭和36年）
  - 12月 - 苗場国際スキー場開業
- 1962年（昭和38年）
  - 1月 - 三八豪雪
- 1966年（昭和41年）
  - 8月20日 - 上越線新清水トンネルが貫通。翌年10月1日には複線化が完了し輸送力が増強する
- 1969年（昭和44年） - 早稲田大学生物同好会が浅間平に「いなごの小屋」を創建[48]
- 1973年（昭和48年） - アルペンスキー・ワールドカップが苗場スキー場で国内初開催
- 1975年（昭和50年） - 大清水トンネル掘削に伴う湯量減少に対して行われていた温泉集中管理事業が完成[49]
- 1976年（昭和51年） - スキー神社が諏訪神社の旧社殿を移設して布場地内に創建
- 1977年（昭和52年） - リゾートマンションの第1号「西武ヴィラ苗場」竣工
- 1978年（昭和53年）
  - 4月1日 - 湯沢分校が全日制の新潟県立湯沢高等学校として独立
  - 7月 - 東京電力奥清津発電所竣工
- 1980年（昭和55年） - 越後中里駅の駅舎が新築
  - 7月 - 湯沢高原アルプの里開園
- 1981年（昭和56年）
  - 五六豪雪
- 1982年（昭和57年）
  - 11月15日 - 上越新幹線が越後湯沢駅を含む大宮駅 - 新潟駅間で暫定開業し高速交通で新潟や関東と結ばれる
- 1984年（昭和59年）
  - 2月-3月 - 五九豪雪
  - 11月8日 - 関越自動車道湯沢インターチェンジ - 六日町インターチェンジ間が開通し、新潟市と高速道路で結ばれる
- 1985年（昭和60年）
  - 3月14日 - 上越新幹線上野駅開業で都心からの所要時間が大幅に短縮
  - 10月2日 - 関越トンネルが完成し関越自動車道が全線開通
- 1988年（昭和63年）
  - 3月30日 - アルカディア号火災事故

### 平成以降
- 1990年（平成2年）
  - 12月20日 - ガーラ湯沢スキー場営業開始
- 1991年（平成3年）
  - 6月20日 - 上越新幹線東京駅乗入れ開始
  - この年 - JR SKISKIキャンペーン始まる
  - 10月22日 - 関越トンネル4車線化
  - 12月21日 - 166人乗りの新ロープウェイ営業開始（同期・同型の北志賀竜王ロープウェイと並んで世界最大）
- 1992年（平成4年）
  - 6月1日 - 東北電力奥清津第二発電所発電開始
- 1997年（平成9年）
  - 3月22日 - 北越急行ほくほく線開業で首都圏から北陸方面への乗り換え需要が高まる
- 1998年（平成10年）
  - 9月 - 台風5号による水害
- 1999年（平成11年）
  - 7月 - フジロック・フェスティバル'99より湯沢町での開催が始まる
- 2001年（平成13年）
  - 12月 - 苗場ドラゴンドラ開業
- 2002年（平成14年）
  - 7月5日 - 清津川ダム計画の中止が決定
- 2004年（平成16年）
  - 10月23日 - 新潟県中越地震発生。被害の少なかった当町も風評被害の影響で客足が減少した
- 2005年（平成17年）
  - 12月〜翌年2月 - 平成18年豪雪
  - アメリカのユタ州マグナ地区と協定を結び中学生の相互留学による交流を開始
- 2007年（平成19年）
  - 7月16日 - 新潟県中越沖地震 観光業界が一体となり新たな観光需要の喚起に取り組んだ
- 2008年（平成20年）
  - 2月2日〜6日 - 第57回全国高等学校スキー大会開催
- 2009年（平成21年）
  - 2月17日〜20日 - トキめき新潟国体冬季大会開催
- 2011年（平成23年）
  - 3月11日 - 東日本大震災発生
  - 3月12日 - 長野県北部地震発生
  - 3月 - 被災者避難受け入れ開始。「赤ちゃん一時避難プロジェクト」受け入れ 
  - 7月30日 - 平成23年7月新潟・福島豪雨
- 2013年（平成25年）
  - 11月 - 道の駅みつまたオープン
- 2014年（平成26年）
  - 4月1日 - 湯沢学園開校
- 2015年（平成27年）
  - 3月13日 - 北陸新幹線開業に伴い、北越急行ほくほく線の特急「はくたか」が廃止される（2014年問題）。
- 2016年（平成28年）
  - 2月 - アルペンスキー・ワールドカップ開催（41年ぶり3度目）
- 2022年（令和4年）
  - 3月19日 - 国道17号線の新三国トンネルが共用開始
- 2023年（令和5年）
  - 6月5日 - 十日町市との境界未確定区間に関する訴訟において、一部湯沢町の主張する境界を認める地裁判決[50]。
- 2025年（令和7年）
  - 2月6日 - 十日町市との境界未確定区間に関する訴訟において、湯沢町の主張する境界を全面的に認める東京高裁判決[51]。

## 人口
| |                                        |  |
| 湯沢町と全国の年齢別人口分布（2005年） | 湯沢町の年齢・男女別人口分布（2005年） |  |
| ■紫色 ― 湯沢町 ■緑色 ― 日本全国 | ■青色 ― 男性 ■赤色 ― 女性              |  |
| 湯沢町（に相当する地域）の人口の推移 \| 1970年（昭和45年） \| 8,374人 \| \| \| 1975年（昭和50年） \| 10,871人 \| \| \| 1980年（昭和55年） \| 9,514人 \| \| \| 1985年（昭和60年） \| 9,491人 \| \| \| 1990年（平成2年） \| 9,986人 \| \| \| 1995年（平成7年） \| 9,606人 \| \| \| 2000年（平成12年） \| 9,130人 \| \| \| 2005年（平成17年） \| 8,713人 \| \| \| 2010年（平成22年） \| 8,396人 \| \| \| 2015年（平成27年） \| 8,046人 \| \| \| 2020年（令和2年） \| 7,767人 \| \| |                                        |  |
| 総務省統計局 国勢調査より |                                        |  |
| 1970年（昭和45年） | 8,374人                                |  |
| 1975年（昭和50年） | 10,871人                               |  |
| 1980年（昭和55年） | 9,514人                                |  |
| 1985年（昭和60年） | 9,491人                                |  |
| 1990年（平成2年） | 9,986人                                |  |
| 1995年（平成7年） | 9,606人                                |  |
| 2000年（平成12年） | 9,130人                                |  |
| 2005年（平成17年） | 8,713人                                |  |
| 2010年（平成22年） | 8,396人                                |  |
| 2015年（平成27年） | 8,046人                                |  |
| 2020年（令和2年） | 7,767人                                |  |

## 行政・政治
衆議院は新潟県第5区・比例北陸信越ブロック、参議院は新潟県選挙区、新潟県議会は南魚沼市南魚沼郡選挙区。
2012年（平成24年）、財政力の低下により、34年ぶりに地方交付税交付団体に変更される。

### 町長
| 代   | 氏名     | 就任           | 退任           | 備考                                               |
| ---- | -------- | -------------- | -------------- | -------------------------------------------------- |
| 初代 | 角谷虎繁 | 1955年4月30日  | 1968年7月6日   |                                                    |
| 2代  | 高橋好政 | 1968年8月10日  | 1976年8月9日   |                                                    |
| 3代  | 森下菊二 | 1976年8月10日  | 1986年1月1日   | ホワイトワールド・グリーンワールド観光キャンペーン |
| 4代  | 南雲幸蔵 | 1986年2月6日   | 1989年11月30日 |                                                    |
| 5代  | 村山隆征 | 1989年12月10日 | 2005年12月9日  | アーバン・リゾートシティ・サーティ計画             |
| 6代  | 上村清隆 | 2005年12月10日 | 2013年12月9日  | 「一流の田舎町」                                   |
| 7代  | 田村正幸 | 2013年12月10日 | 現職           | 開花八策                                           |

### 町議会
定数12。議会事務局、議場は町役場本庁舎の中にある。
- 総務文教常任委員会
- 生活福祉常任委員会
- 産業建設常任委員会

### 町役場
副町長を1名置いている。
- 総務部
  - 総務監理課
  - 企画政策課
- 税務町民部
  - 税務課
  - 町民課
- 健康福祉部
  - 健康増進課
  - 福祉介護課
- 産業観光部
  - 観光商工課
  - 環境農林課
- 地域整備部
  - 建設課
  - 上下水道課
- 子育て教育部
  - 教育課
  - 子育て支援課

### 県の機関
南魚沼地域振興局の所管

### 国の機関
- 国土交通省北陸地方整備局 長岡国道事務所 湯沢維持出張所
- 国土交通省北陸地方整備局 湯沢砂防事務所
- 林野庁関東森林管理局 中越森林管理署 湯沢事務所

## 対外関係

### 国外
- マグナ・メトロタウンシップ（アメリカ合衆国 ユタ州 ソルトレイク郡）
  - 2012年7月7日姉妹都市協定締結 - 自治体の人口規模やウィンタースポーツ、アウトドアレクリエーションといった共通項からの交流

- セルデン（オーストリア チロル州）
  - 隣接する南魚沼市と姉妹都市関係にあり、相互に連携した広域観光を目指すための交流

### 国内
- 東京都豊島区
  - 物産交流都市

- 十日町市、長岡市（旧川口町）、魚沼市（旧町村）、南魚沼市（旧町）
  - 災害時相互応援協定 - 1996年10月1日締結
- 北関東・新潟地域連携軸推進協議会（新潟県新潟市、加茂市、長岡市、柏崎市、群馬県沼田市、渋川市、前橋市、高崎市、伊勢崎市、玉村町、みなかみ町、栃木県足利市、佐野市、岩舟町、小山市、栃木市、茨城県水戸市、茨城町、ひたちなか市）
  - 災害時における相互援助に関する要綱 - 1996年10月14日締結
- 群馬県前橋市
  - 災害時における相互援助に関する協定 - 2007年1月25日締結
- 秋田県湯沢市
  - 災害援助協定 - 2011年7月14日締結。名前が同じ「湯沢」繋がり
- 埼玉県松伏町
  - 災害援助協定 - 2012年10月4日締結。石川遼にゆかりのある自治体同士の繋がり

※出典

## 経済・産業
湯沢町商工会 が統括を行っている。
温泉観光地として発展した結果、2000年（平成12年）には全就業人口の81%が第3次産業に従事している一方、第1次産業・第2次産業はその立地が難しい地勢条件などから年々減少している。1982年（昭和57年）の上越新幹線開通と、1985年（昭和60年）関越自動車道全線開通、1997年（平成9年）の北越急行ほくほく線開業など、交通が便利になることによって、当町の就労人口、特に第3次産業就業者が増え続けた。
南魚沼市への通勤率は11.0%（2010年国勢調査）。
魚沼コシヒカリについては、温暖化の影響で標高300 - 400m地域の品質向上が注目されている。

### 産業別就業人口
- 第1次産業: 204人
- 第2次産業: 725人
- 第3次産業: 4,026人

総務省統計局 / 国勢調査（2005年）

### 農業
みなみ魚沼農業協同組合湯沢支店が置かれている。農事組合法人は1件。土地改良区は1箇所。
主な農産物
- 米（魚沼コシヒカリ）
- アスパラガス
- ズッキーニ
- かぐらなんばん

他にソバ、トマト、山菜、野草、タケノコ（ネマガリタケ）、キノコ類など

### 漁業
イワナ、ヤマメ、ニジマス、カジカなどの渓流釣りが主体で 魚沼漁業協同組合 が遊漁券を扱っている他、管理釣り場や養魚場がある。

### 林業
関東森林管理局中越森林管理署の管轄

### 当町に本社がある主な企業
- MEリゾート湯沢（神立スノーリゾート）
- エンゼル不動産（エンゼルグランディア越後中里、エンゼル観光、だんろの家、苗場酒造）
- ガーラ湯沢
- クレブ
- 白瀧酒造
- スマイルリゾート（湯沢中里スノーリゾート、大源太キャニオンキャンプ場）
- ひまわり
- 本陣リゾート
- ライフスタイルサービス（岩原スキー場）

（五十音順）

### 当町に事業所・支店がある主な企業
- HRTニューオータニ（湯沢ニューオータニ、NASPAニューオータニ、NASPAスキーガーデン）
- JR東日本新潟シティクリエイト（駅ビルCoCoLo）
- JR東日本レンタリース（駅レンタカー越後湯沢営業所）
- 共立リゾート（湯けむりの宿 雪の花）
- 西武リアルティソリューションズ（苗場案内所）
- 電源開発（奥清津発電所、奥清津第二発電所）
- TTC（新潟営業所）
- 東映ホテルチェーン（湯沢東映ホテル）
- 東京電力リニューアブルパワー（湯沢発電所、清津川発電所）
- 東京発電（土樽発電所）
- 東鉄工業新潟支店（湯沢出張所）
- 日本ハウズイング（越後湯沢営業所）
- ネクスコ・エンジニアリング新潟（湯沢道路事務所）
- ネクスコ・メンテナンス新潟（湯沢事業所）
- ネクスコ東日本エンジニアリング（湯沢営業所）
- 東日本高速道路新潟支社（湯沢管理事務所）
- プリンスホテル（苗場プリンスホテル、苗場スキー場、かぐらスキー場）

（五十音順）

## 地域・生活

### 町内の大字
合併前の村名を引き継いでいる。
- 湯沢（ゆざわ）

愛宕（あたご）・一之町（いちのちょう）・駅通（えきどおり）・上熊野（かみくまの）・上中（かみなか）・下熊野（しもくまの）・下中（しもなか）・諏訪（すわ）・滝沢（たきのさわ）・西中（にしなか）・西山（にしやま）・布場（ぬのば）・幅下（はばした）・堀切（ほりきり）・谷地（やち）・湯元（ゆもと）・楽町（らくちょう）・湯沢（ゆざわ）1丁目～5丁目
- 神立（かんだつ）

石白（いしじろ）・小原（こばら）・栄町（さかえちょう）・芝原（しばはら）・堰場（せきば）・田中（たなか）・戸沢（とざわ）・七谷切（ななたぎり）・原（はら）・原新田（はらしんでん）・平沢（ひらさわ）・宮林（みやばやし）・湯鉄石白（ゆてついしじろ）・湯鉄神立（ゆてつかんだつ）
- 土樽（つちたる）

旭原（あさひばら）・岩原（いわっぱら）・小坂（こさか）・古野（この）1～2・添名（そえな）・滝ノ又（たきのまた）・土樽（つちたる）・中子（なかご）・中里（なかざと）・西原（にしはら）・萩原（はぎっぱら）・原（はら）・松川（まつかわ）・谷後（やご）
- 三俣（みつまた）

大島（おおじま）・三俣（みつまた）1～2区・八木沢（やぎさわ）・貝掛（かいかけ）
- 三国（みくに）

浅貝（あさかい）・二居（ふたい）・苗場別荘地（なえばべっそうち）・苗場ふれあいの郷別荘地（なえばふれあいのさとべっそうち）・白樺平別荘地（しらかばだいらべっそうち）

### 郵便
- 湯沢郵便局
- 土樽郵便局
- 三俣郵便局
- 二居簡易郵便局
- 三国郵便局

### 電話
六日町MAに属し、市外局番は全域で「025」。2002/7/20の市外局番変更以前は0257。
- 越後湯沢電話交換所
- 土樽電話交換所
- 三俣電話交換所
- 三国電話交換所

### 教育

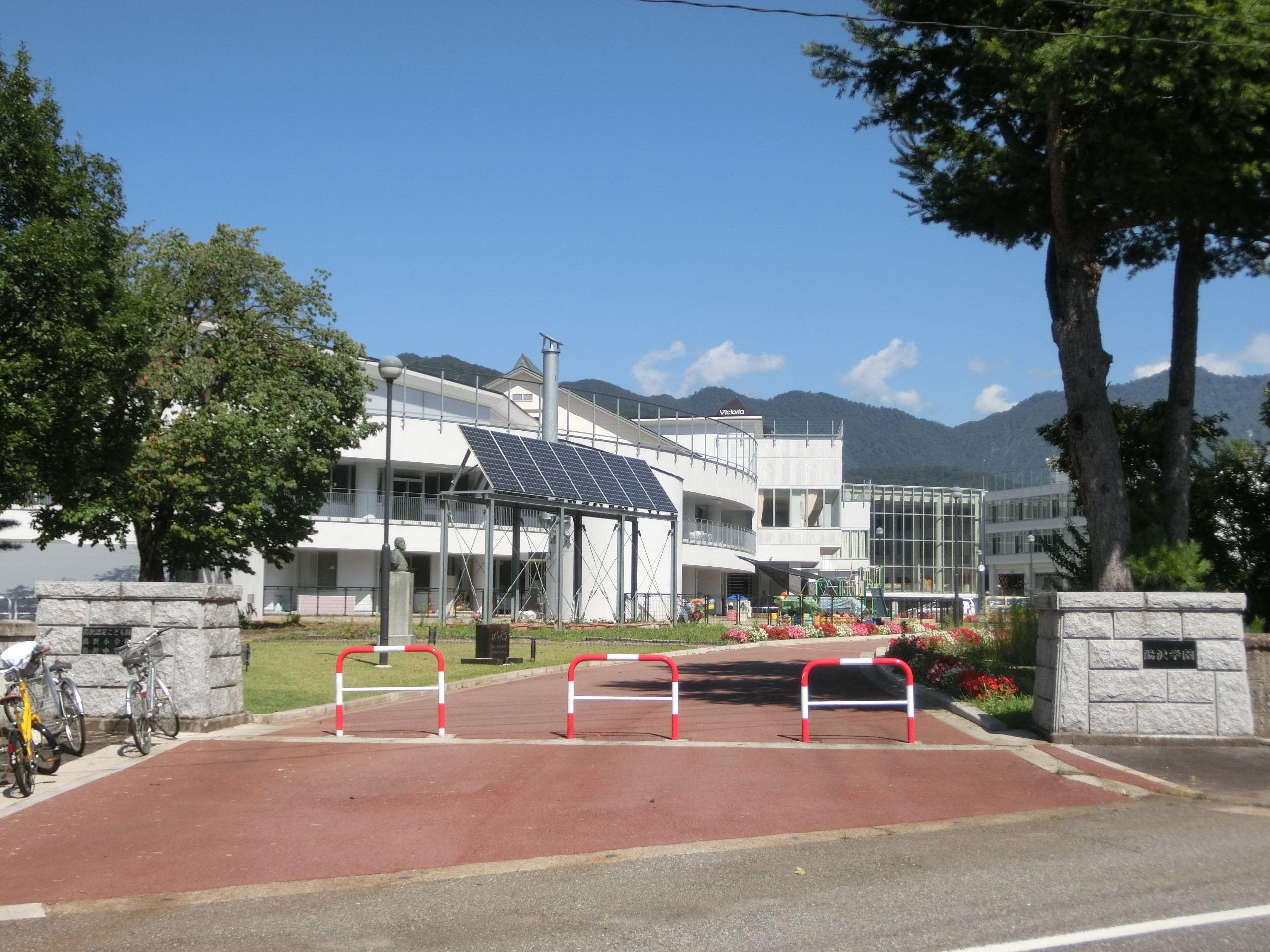
湯沢学園

- 湯沢学園
  - 湯沢町立湯沢小学校
  - 湯沢町立湯沢中学校
  - 湯沢認定こども園
- みくに国際学園（運営：国際教育研究会）

### 医療
- 湯沢町保健医療センター（運営：地域医療振興協会）

### 電力

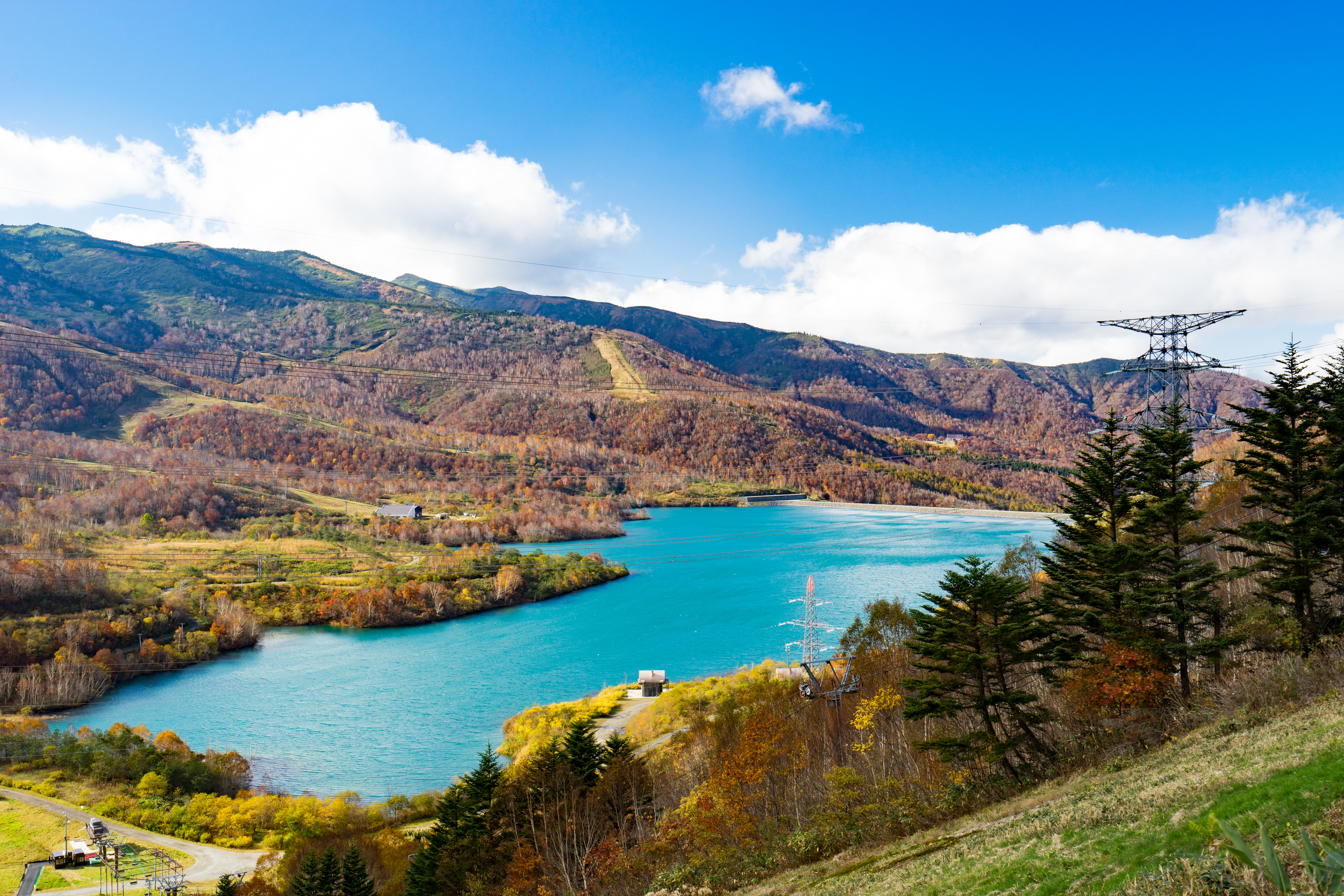
田代湖（カッサダム）

東北電力ネットワーク魚沼電力センターが供給を行う。
豪雪地帯特有の豊富な雪解け水と首都圏に近い立地、ダム建設に適した急峻な地形といった特徴を生かし、水力発電所が複数存在。
奥清津発電所と奥清津第二発電所を合わせた発電量は日本最大級の160万kw。
- 電源開発株式会社 奥清津発電所
- 電源開発株式会社 奥清津第二発電所
- 東京電力リニューアブルパワー株式会社 清津川発電所
- 東京電力リニューアブルパワー株式会社 湯沢発電所
- 東京発電株式会社 土樽発電所

東京電力湯沢発電所の水利権問題も参照。
- JR東日本 湯沢変電所
- JR東日本 新湯沢変電所
- JR東日本 越後中里き電区分所
- JR東日本 土樽変電所
- 東北電力ネットワーク 越後湯沢変電所
- 東北電力ネットワーク 神立変電所
- 東北電力ネットワーク 越後中里変電所
- 東北電力ネットワーク 浅貝変電所

### 警察
- 南魚沼警察署苗場警備派出所・湯沢交番・土樽駐在所

他に、新潟県警察高速道路交通警察隊湯沢分駐隊

### 消防
- 南魚沼市湯沢消防署

## 交通

越後湯沢駅

鉄道および高速道路は概ね魚野川に沿って敷設されており、いくつかの長距離トンネルで太平洋側と繋がっている。国道17号は町域を結ぶように中央から南西部を通って上越国境の新三国トンネルで群馬県側と繋がる。
国道353号の群馬県境部分は不通。
長野県との県境は全て登山道のみ。

### 鉄道
越後湯沢駅は上越新幹線をはじめ、上越線、更には北越急行ほくほく線の大半の列車が発着する、新潟県南部のターミナル駅となっている。
新幹線は東京〜新潟間の「とき」の他、東京〜越後湯沢間の「たにがわ」が、それぞれ約1時間間隔で運転される。
土樽スキー場、湯沢中里スキー場(現：湯沢中里スノーリゾート)、岩原スキー場に代表されるように駅前=ゲレンデのイメージ戦略もあり、国鉄の時代からスキー客専用の臨時列車が存在するなど鉄道との結び付きは強い。1982年の上越新幹線開業を経て1987年にJR東日本になってからもその傾向は続き、上越新幹線の保線基地を生かしたガーラ湯沢スキー場直結かつ冬季のみ季節営業のスキー場専用駅であるガーラ湯沢駅が建設された（ガーラ湯沢スキー場は夏季もサマーパークとして営業）。
時を同じくして、JR東日本 SKI SKIキャンペーンの展開により、東京など首都圏から新幹線でスキー場へ（CMの際には東京 - ガーラ湯沢 最短○分と表記）というスタイルも確立された。

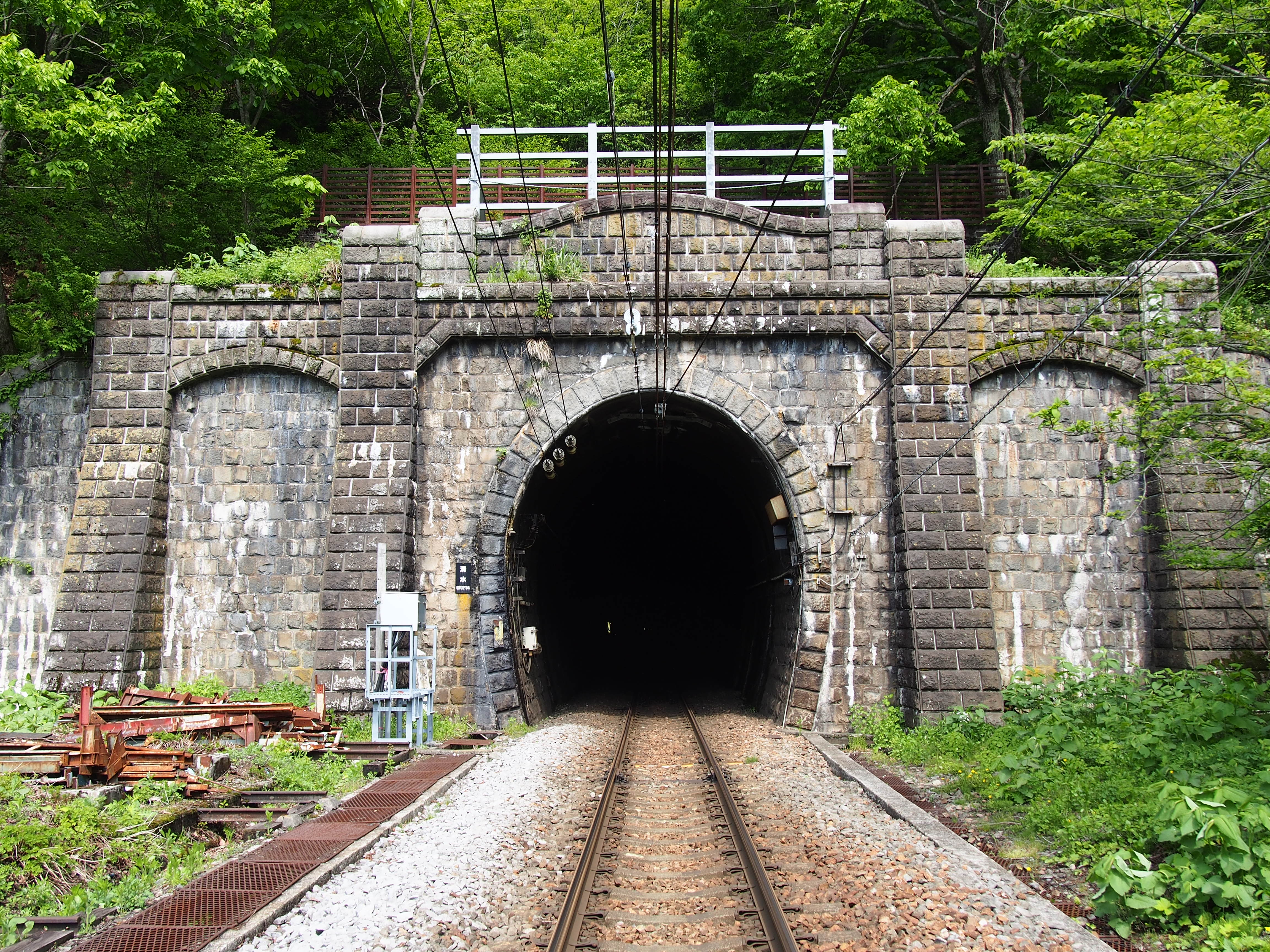
清水トンネル

東日本旅客鉄道（JR東日本新潟支社）
 上越新幹線
- 大清水トンネル - 越後湯沢駅

 上越新幹線支線（正式には上越線支線）
- 越後湯沢駅 - ガーラ湯沢駅

■ 上越線

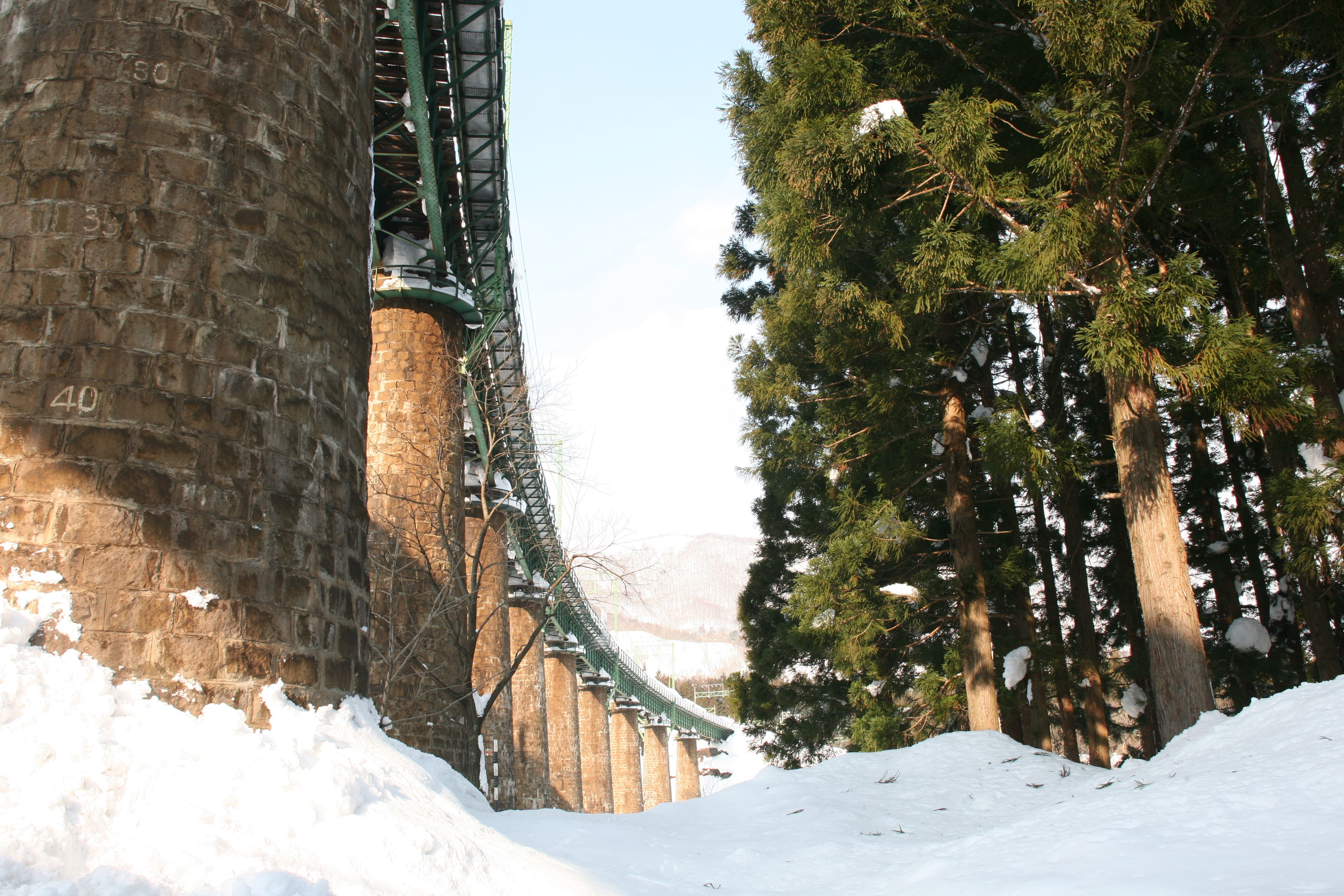
毛渡沢橋梁

- 清水トンネル,新清水トンネル - 土樽駅 - 毛渡沢橋梁 - 松川ループ線 -  越後中里駅 - 岩原オメガカーブ -  岩原スキー場前駅 - 越後湯沢駅

### 路線バス
- 南越後観光バス（主な運行営業所：湯沢車庫）
  - 湯沢 - 三俣 - 貝掛温泉 - 浅貝 - 西武クリスタル線
  - <急行>湯沢 - 三俣ステーション - 田代ステーション - 苗場プリンスホテル線（スキー場営業シーズンのみ）
  - 湯沢 - 湯沢学園 - 中里 - 土樽線
  - 湯沢 - 湯沢学園 - 小坂 - 谷後 - 旭原・大源太線
  - 旧小学校 - 湯沢駅 - 湯沢学園線
  - 湯沢 - 清津峡 - 津南 - 森宮野原駅線
  - 湯沢 - 塩沢 - 六日町線
  - <臨時>清津峡行き直通バス（観光シーズンのみ）

### 高速バス
- 東京 - 新潟線 (越後交通、西武バス、新潟交通)
- 小田原・品川・池袋 - 苗場線（苗場ホワイトスノーシャトル、西武観光バス、伊豆箱根バス）
  - スキーシーズン中は主に首都圏方面などから各ゲレンデへの直通バス（ツアーバス）も運行される

### 道路
高速道路
- 関越自動車道（東日本高速道路新潟支社）

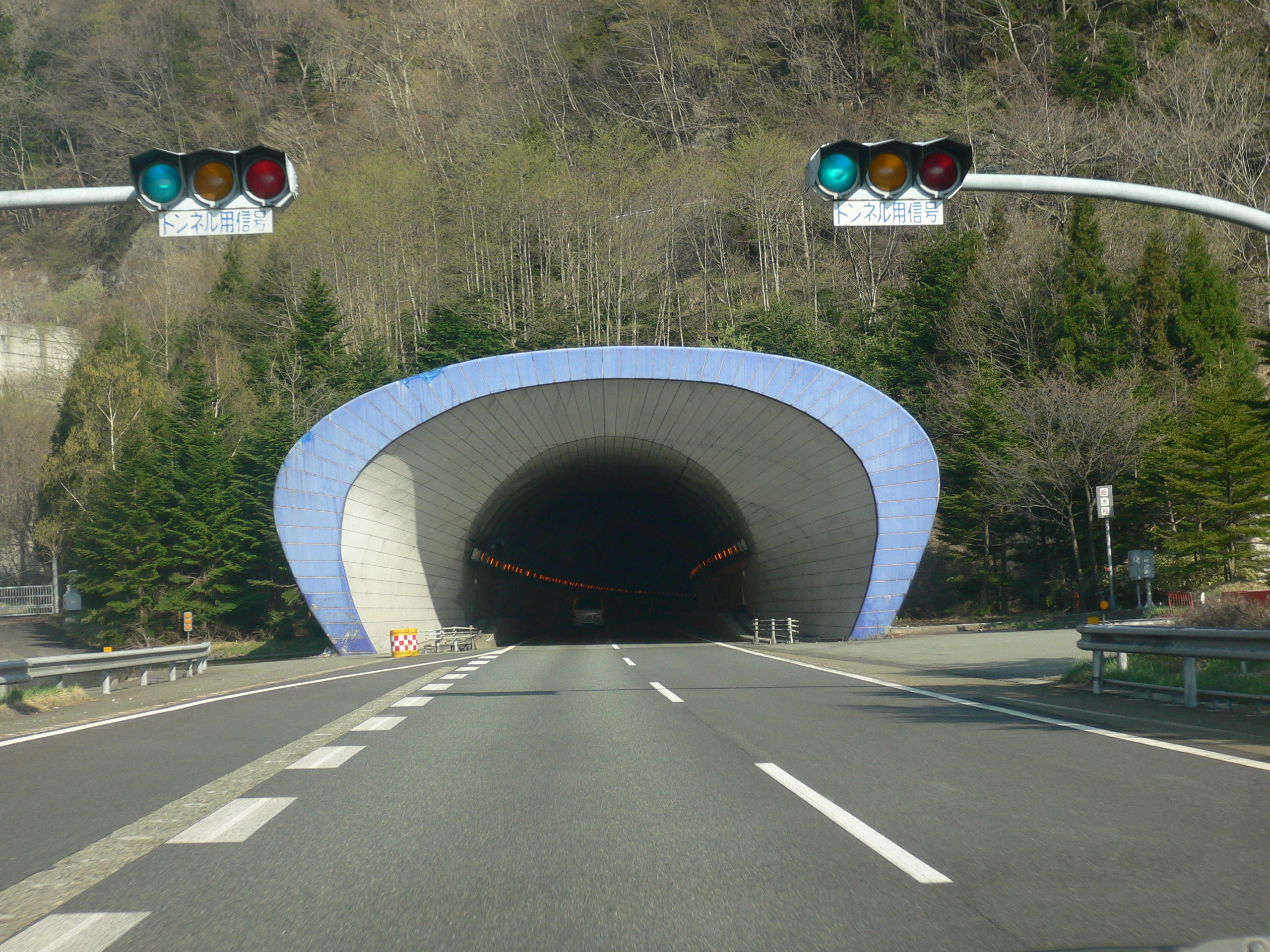
関越トンネル

  - 関越トンネル - 土樽パーキングエリア - 湯沢インターチェンジ/湯沢バスストップ

一般国道
北陸地方整備局長岡国道事務所の管内（三国トンネルのみ関東地方整備局高崎河川国道事務所）
- 国道17号
  - 新三国トンネル - 三国スノーシェッド - 建設路側浅貝 - 火打スノーシェッド1～12号 - 二居パーキング（二居除雪基地） - 二居大橋 - 二居トンネル - 船ヶ沢トンネル - 萱付トンネル - 新境橋 - 貝掛スノーシェッド - 三俣スノーシェッド - 道の駅みつまた - 八木沢トンネル - 芝原トンネル - 七谷切スノーシェッド - 七谷切橋 - 湯沢道路情報ターミナル「みちしるべ湯沢」（湯沢道路ステーション・神立除雪基地） - 建設路側神立 - 堀切スノーシェッド
- 国道353号

一般県道
- 新潟県道268号越後湯沢停車場岩原線
- 新潟県道351号神立湯沢線
- 新潟県道457号向原越後中里停車場線
- 新潟県道462号湯沢温泉線
- 新潟県道540号越後中里停車場線
- 新潟県道541号土樽越後中里停車場線

林道
- 高石林道
- 一之沢滝ノ又線 （全延長11km、幅員5m）
- 小松原林道
- 田代林道
- 赤湯林道
- 向山林道

峠
- 三国峠（標高1,244m） - 上越国境 三国権現 三国路自然歩道 三国山登山道
- 火打峠（標高983m） - 白樺平と浅貝地区の境界である。
- 三坂峠 - 浅貝地区から四万温泉へ抜ける古道（奥州古道・木の根宿古道）で三国峠の間道。2000年頃から慶應義塾大学WV部が登山道として再整備。
- 二居峠（標高810m） - 歴史の道百選 中部北陸自然歩道「越後三国街道石畳のみち」 トレッキング湯沢Ⅱ
- 芝原峠（標高680m） - 芝原地区と八木沢地区の境界 荒戸城
- 鉢巻峠 - 三俣集落から苗場山の登山道としてかつて通られた。現在かぐらスキー場みつまたゲレンデの一部である。
- 蓬峠（標高1,529m） - 上越国境
- 栄太郎峠（標高994m） - トレッキング湯沢Ⅰ（清津峡遊歩道）
- ガーラ峠

## 観光・文化・スポーツ

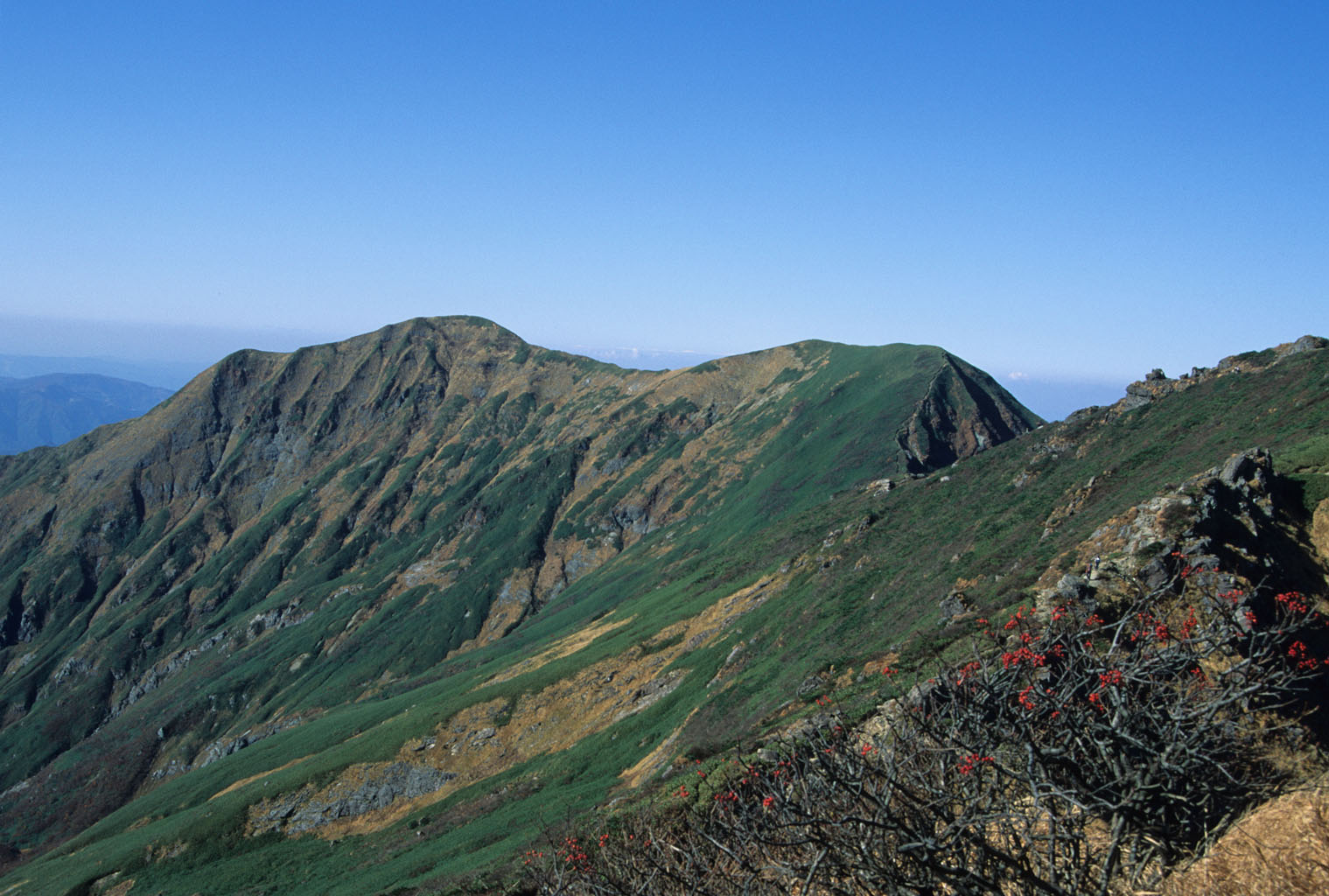
茂倉岳・一ノ倉岳

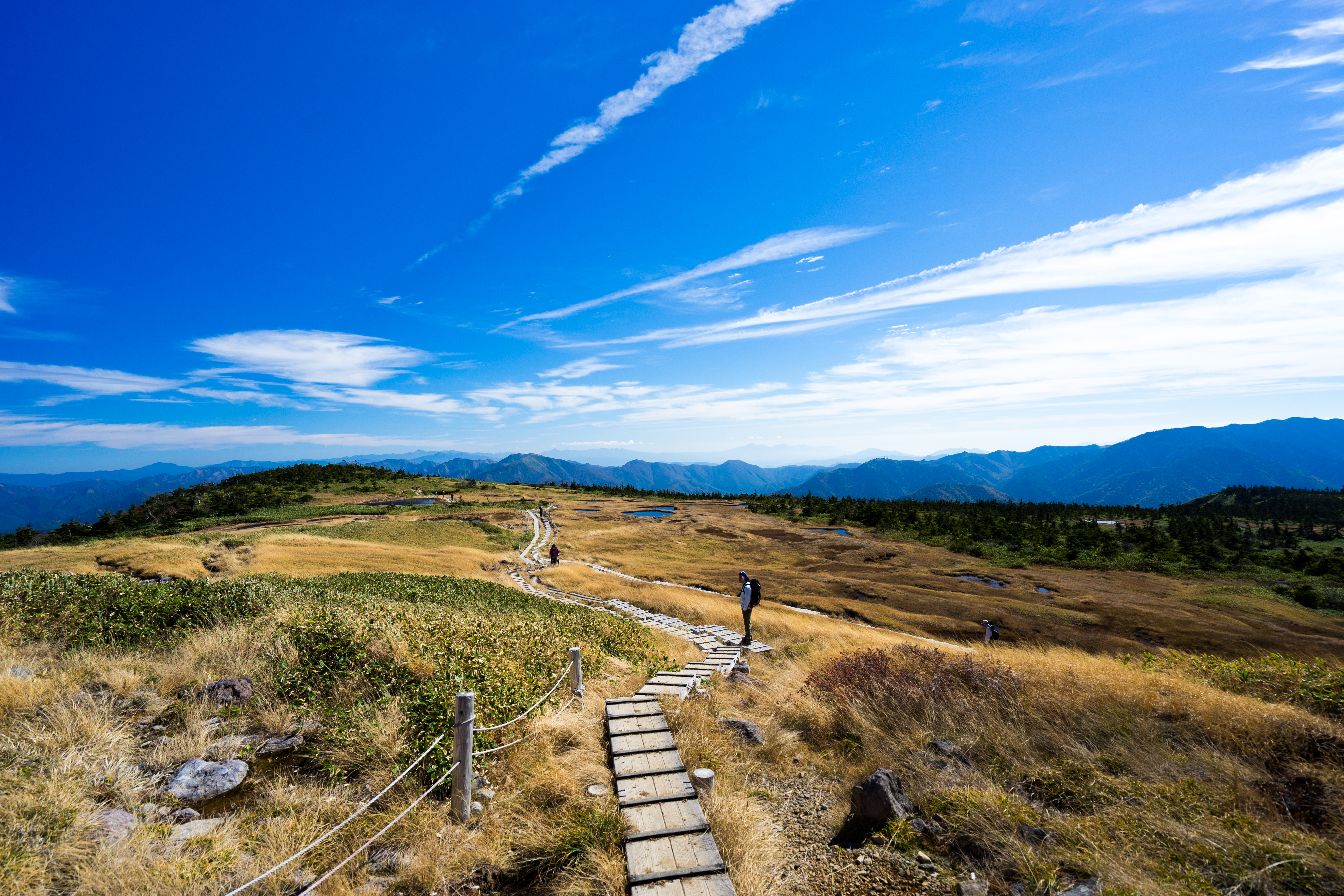
苗場山

### 登山・トレッキング・ハイキング
- 上信越自然歩道
- 中部北陸自然歩道
- 信越トレイル
- ぐんま県境トレイル
- スノーカントリートレイル
- トレッキング湯沢I - 湯沢高原から栄太郎峠を通って清津川遊歩道を結ぶ
- トレッキング湯沢II - 貝掛温泉から二居峠を通って元橋を結ぶ
- 大峰百番観音巡礼路 - 湯元薬師堂・大峰山・秋葉山・宝珠庵
- 蓬新道（蓬峠登山道）
- 茂倉新道（茂倉岳登山道）
- 吾策新道（万太郎登山道）
- 飯士山登山道
- 方丈山登山道
- 苗場山登山道（祓川ルート・赤湯ルート・昌次新道）
- 平標登山道（平元新道・松手尾根・平標新道）
- 大源太山登山道
- 謙信ゆかりの道

### 観光スポット
- 浅貝水芭蕉群生地
- 穴沢河川公園
- 清津峡
- 上越線毛渡沢橋梁
- 体験工房「大源太」

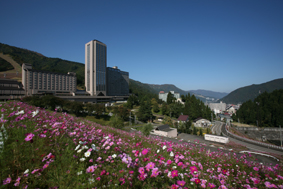
NASPAコスモスガーデン

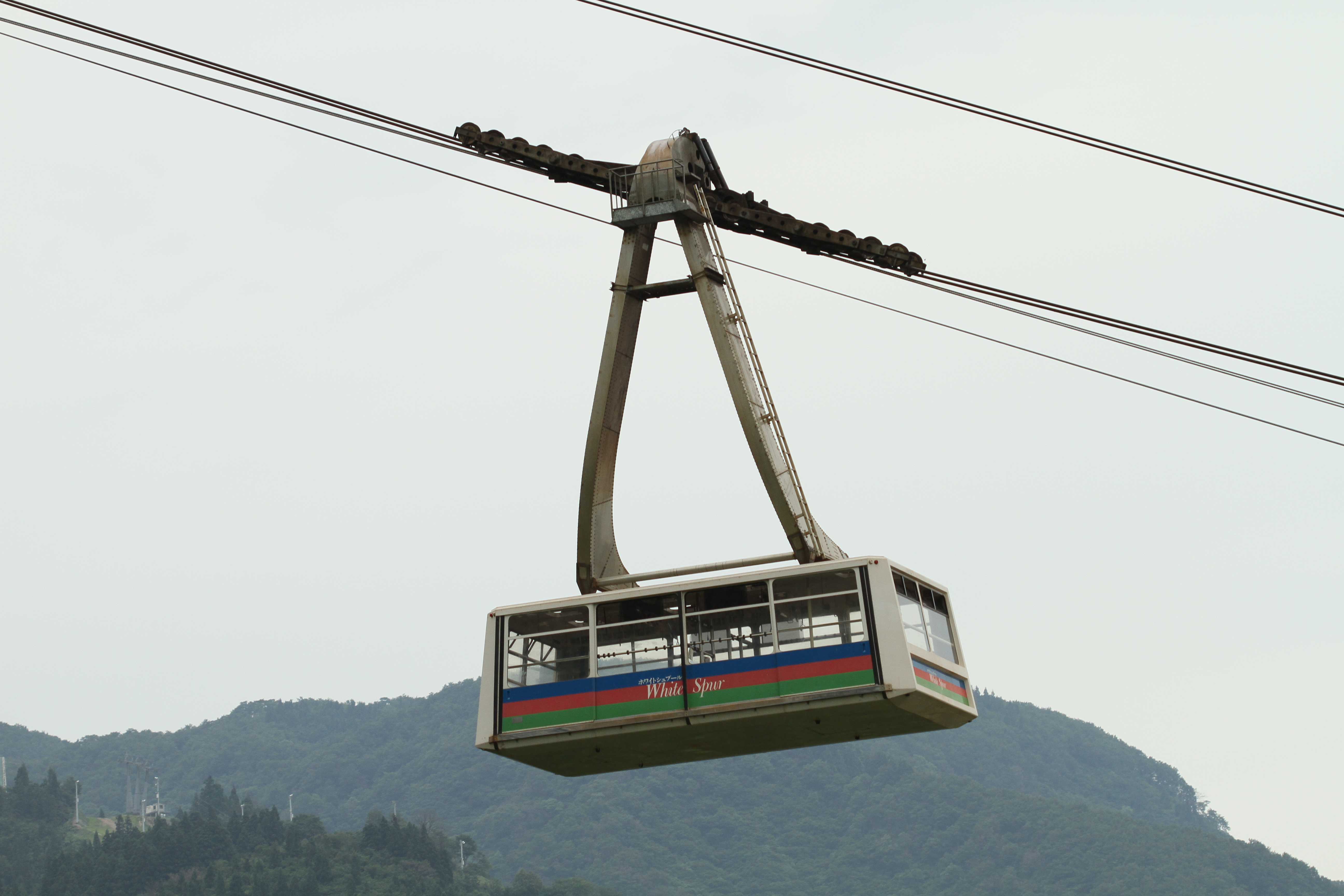
湯沢高原ロープウェイ

- 大源太キャニオンキャンプ場・湯沢アウトドアセンター
- 大源太川第1号砂防堰堤（国内初期のアーチ式砂防堰堤・登録有形文化財）
- 滝沢公園・不動滝
- 田代ロープウェイ（最高地上高日本一：230m）
- ちょうちん岩
- つちたる自然公園
- 電源開発奥清津発電所電力ミュージアム「OKKY」（日本最大級：160万kw）
- 陶芸工房「旭窯」
- ドラゴンドラ（日本最長：5481m）
- 苗場インディペンデンスボードウォーク（日本最長：1.7 km）
- NASPAコスモスガーデン
- 越後のお酒ミュージアム「ぽんしゅ館」
- 主水公園（雪国の碑） - 樋口主水助兼一屋敷跡地
- 山鳥原公園
- 雪国文学散歩道
- 湯沢いちご村
- 湯沢高原ロープウェイ（日本最大級：166人乗り）・パノラマパーク・アルプの里・恋人の聖地（天空の鐘）
- 湯沢中央公園
- 湯沢中里カタクリの里
- 湯沢中里ホタルの里
- 湯沢中里フォレストアドベンチャー
- 湯沢町桜100選
- 湯沢町ブナ100選
- 湯沢町歴史民俗資料館 「雪国館」
- レジャープール「オーロラ」
- 「わらべの詩」童画の父川上四郎記念越後湯沢全国童画展入選作品常設展示場（二居共同浴場「宿場の湯」内）

### 史跡
- 小坂百庚申塔一群：町指定有形民俗文化財（有形民俗資料）

- 荒戸城跡：県指定史跡
- 八木沢口留番所跡
- 雪災碑 - 三俣の大雪崩慰霊碑
- 鶴女碑
- 三復庵跡
- 三国街道三俣宿 本陣関新右衛門宅跡

荒戸城

- 三国街道三俣宿 旧脇本陣越後屋
- 三国街道三俣宿 旧脇本陣池田家：県指定史跡
- 三俣百庚申
- 三国街道二居宿 旧本陣富沢家：町指定史跡
- 浅貝寄居城跡：町指定史跡
- 浅貝百庚申

寺社仏閣

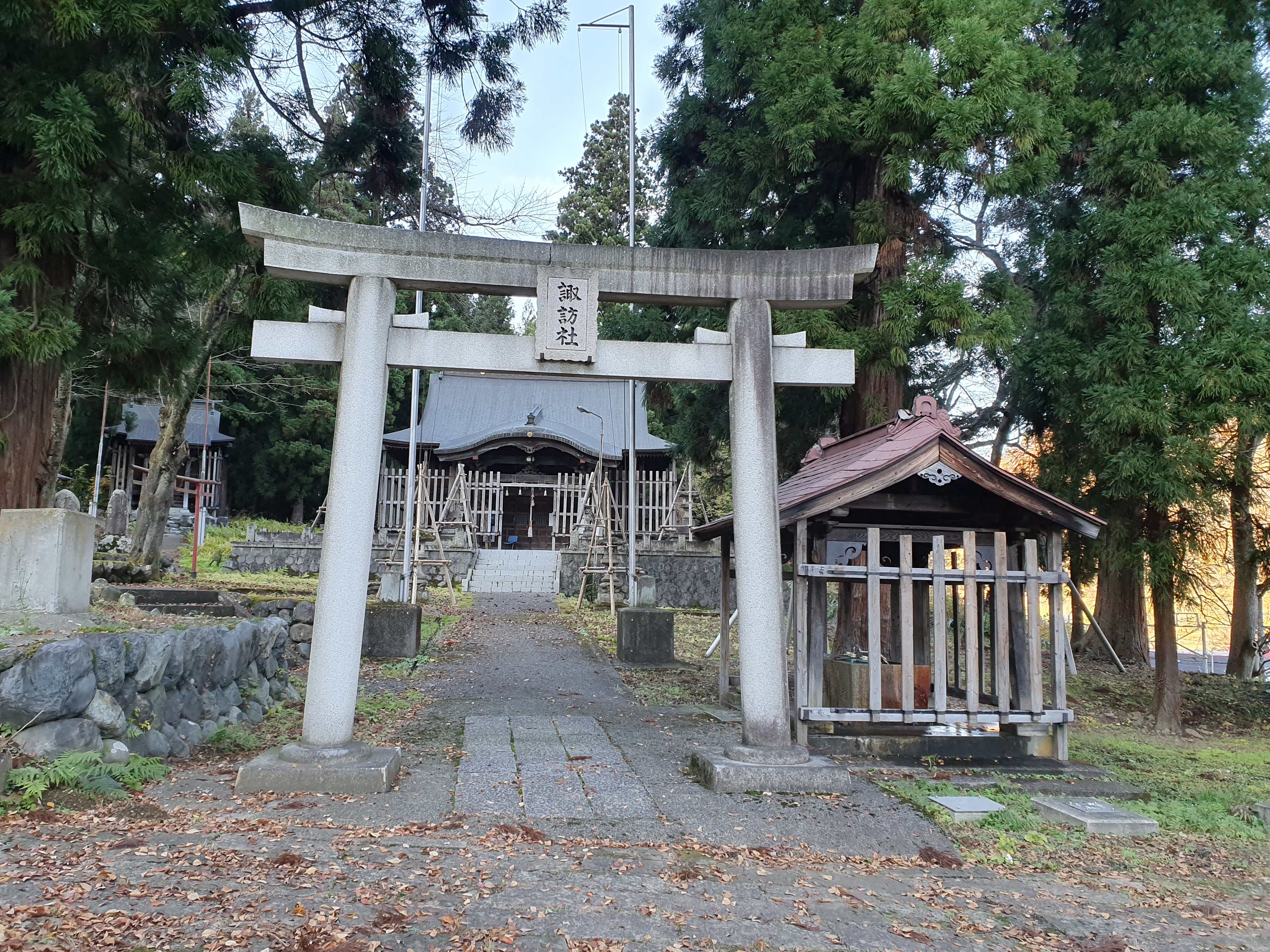
諏訪社

- 諏訪社 - 諏訪社の大杉（町の指定天然記念物）
- 湯元薬師堂
- 布場スキー神社
- 熊野神社
- 大岳寺
- 本城寺
- 宝珠庵
- 泰宗院
- 魚沼神社
- 荒谷毘沙門堂 - 荒谷毘沙門堂の大杉（町の指定天然記念物）
- 両山神社
- 本明院
- 瑞祥庵 - 石川雲蝶の仁王像
- 八木沢十二神社
- 八木沢観音堂
- 大島十二神社
- 大島観音堂
- 三俣観音堂
- 伊米神社
- 二居神社
- 浅貝十二神社
- 御坂三社神社（三国権現）

### スキー場

スキーを楽しむスキーヤーの風景

- 一本杉スノーパーク（旧・一本杉スキー場） - 大正末期頃利用開始。リフト開設は1956年[58]
  -  ウィキメディア・コモンズには、一本杉スキー場に関するカテゴリがあります。
- 岩原スキー場 - 1931年開業、リフト開設は1954年
- 湯沢中里スノーリゾート（旧・湯沢中里スキー場） - 1959年12月9日開業
- 湯沢高原スキー場 - 1959年12月開業
- 苗場スキー場 - 1961年12月28日開業
- 中里スノーウッドスキー場 - 1971年開業
- 湯沢パークスキー場（旧・湯沢新日本スキー場） - 1972年開業
- かぐらスキー場 - 1977年12月24日開業
- 神立スノーリゾート（旧・神立高原スキー場） - 1986年開業
- ガーラ湯沢スキー場 - 1990年12月20日開業
- NASPAスキーガーデン - 1992年12月開業

かつて存在したスキー場
- 布場スキー場 - 1919年開業、1950年リフト開設、後に湯沢高原スキー場と合併
- 土樽スキー場 - 1941年開業、2004年閉鎖
- 城平スキー場 - 1951年開業、1990年頃閉鎖
- 浅貝スキー場 - 1969年開業、1993年に苗場スノーパルマベルカントに改名、1994年に苗場スキー場と合併
- 二居スキー場 - 1970年開業、2000年閉鎖
- 白板高原スキー場 - 1970年開業
- みつまたスキー場（旧・みつまた高原スキー場） - 1970年12月17日開業、2006年にかぐらスキー場と合併
- 三栄ルーデンス湯沢スキー場（旧・ルーデンス昭和スキー場） - 1973年開業、2019シーズンより休業中
- 湯沢ファミリースキー場 - 1973年開業、1980年頃閉鎖
- 三国スキー場 - 1980年12月18日開業、2004年閉鎖
- 田代スキー場 - 1983年12月10日開業、2006年にかぐらスキー場と合併
- 加山キャプテンコーストスキー場 - 1990年12月28日開業、2010-2011シーズンは休業した後、2011年7月に閉鎖決定。夏には湯沢フィールド音楽祭が開かれていた

### ゴルフ場
- ゴールド越後湯沢カントリークラブ

### フィッシングパーク

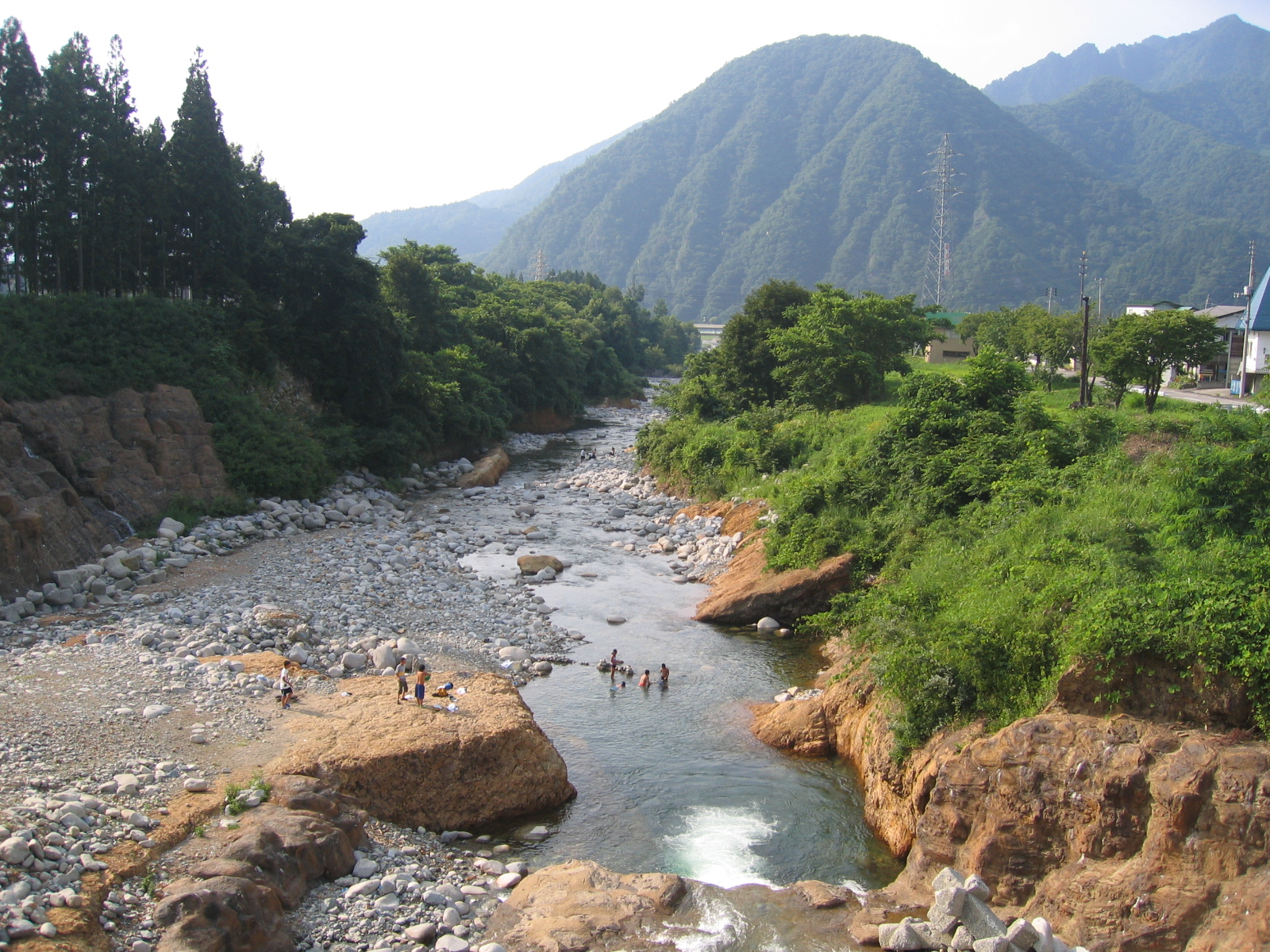
渓流釣りや川遊びが楽しめる

- 湯沢フィッシングパーク
- 大川フィッシングパーク

### 温泉
- 越後湯沢温泉
  - 外湯めぐり（共同浴場） 山の湯・駒子の湯・街道の湯・宿場の湯・岩の湯
- 神立温泉
- 貝掛温泉
- 三国温泉郷　苗場温泉・三国峠温泉
- 赤湯温泉
- 岩原温泉

### 催事
- 花まつり湯沢
- 童画の父川上四郎記念 越後湯沢全国童画展
- 越後湯沢ユニバーサルウォーク

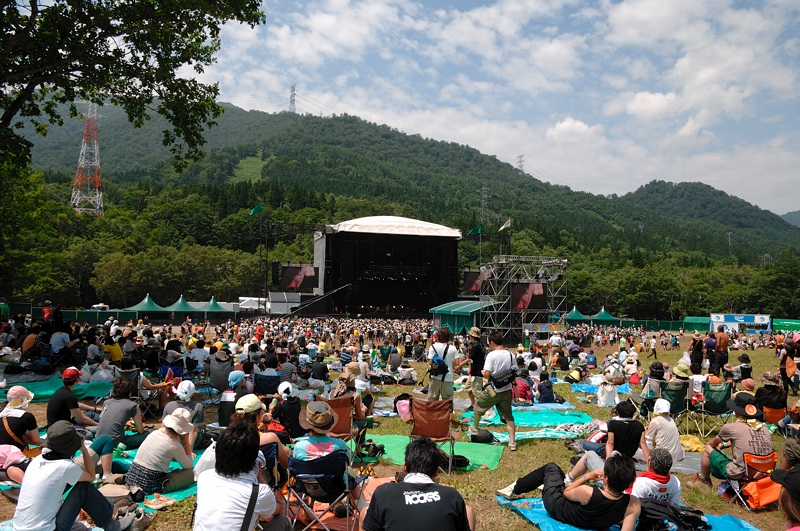
フジロック・フェスティバル

- 秋山庄太郎記念 湯沢高原フラワーフォトコンテスト
- フジロックフェスティバル
- 苗場まつり
- ハチロクゆかたまつり
- 湯沢温泉夏まつり
- 越後湯沢秋桜ハーフマラソン
- ふれあいコンサート
- こらっしゃい湯沢「収穫祭」
- 湯沢町総合文化祭
- 湯沢冬花火
- 鳥追い
- 湯沢温泉雪まつり
- Naebaスノーカーニバル

### 観光大使・PRアンバサダー
- ミス駒子 - 公募で選ばれ任期は1年
- ミスMt.Naebaクイーンコンテスト - 苗場スキー場とかぐらスキー場によるミスコン

### 特別観光大使
- 加山雄三（2006年7月22日 - ）
- 皆川賢太郎（2006年11月2日 - ）
- 笛田博昭（2009年8月23日 - ）

### 観光カリスマ
- 南雲友美（にいがた観光カリスマ）

## 湯沢町を題材、ロケ地にした作品

### 古典
- 北越雪譜（鈴木牧之）

### 随筆
- 日本百名山（深田久弥） - 苗場山、谷川岳
- 『山さまざま』（深田久弥） - 大峰山、飯士山など
- 花の百名山（田中澄江） - 苗場山、霧ノ塔（NHK衛星放送版では蓬峠、平標山）
- 新・花の百名山（田中澄江） - 小松原湿原

### 小説
- 雪国（川端康成）
- 峠（司馬遼太郎）
- 紬の里（立原正秋） - ヒロインは塩沢の在住だが、越後湯沢周辺や魚野川の川べりなども場面として描写される。
- JR「ガーラ湯沢」新雪事件（種村直樹）
- 越後湯沢殺人事件（西村京太郎）
- 十津川警部 雪と戦う（西村京太郎）
- 「雪国」殺人事件（西村京太郎）
- 狼たちの斜面（生田直親）
- 海を抱いたビー玉（森沢明夫） - モデルになったボンネットバスはイベント時などに町内で実際に運行されている。
- 居眠り磐音（佐伯泰英） - 17巻「紅椿ノ谷」
- 完本密命（佐伯泰英） - 巻之二十「宣告 雪中行」
- 闇御庭番（早見俊） - 3巻「陰謀奉行」
- 『雪虫』（堂場瞬一） - 刑事・鳴沢了シリーズ第1作

### 映画
- 浴槽の死美人（志津野一平シリーズ）[59]（1956年） - 岩原スキー場
- 十代の狼（1960年）[60]
- 雪国（1957年） - 湯沢町がモデルとなった同名の小説の映画化
- 雪国（1965年） - 上記作品の再映画化 ロケは野沢温泉
- 喜劇初詣列車（1963年） - 湯沢高原スキー場、湯沢東映ホテルが劇中に登場する
- 涙にさよならを（1965年）
- 恋の季節（1969年）
- アルプスの若大将（1973年） - 苗場スキー場がロケに協力
- バカヤロー!4 YOU! お前のことだよ 第二話「カラダだけの男」（1991年）
- すももももも（1995年） - 貝掛温泉
- ドリームメーカー（1999年）[61]
- ホワイトアウト（2000年） - 奥遠和ダムの発電室などのロケ地として奥清津第二発電所が使用されている
- ファイナル・ロマンス 天若有情III 願望樹 Final Romance（2001年）
- BECK（2009年） - 野外ライブシーンにおいてフジロックフェスティバルのステージをそのまま使用
- 少年少女映画（2017年） - 全編湯沢ロケ
- ミッドナイト・バス（2018年） - 象徴的な存在として関越トンネルが繰り返し登場
- ラーゲリより愛を込めて（2022年） [62]

### TV番組
- 水曜どうでしょう - 1999年放送。72時間!原付東日本縦断ラリーで三国峠の三国トンネルを一行が通過し、越後湯沢温泉に宿泊（だるま屋ウィリー事件の前日）
- NHKのど自慢 - 2005年7月3日（日）放送。町政50周年記念
- プロジェクトX～挑戦者たち～ 第182回『悲願の関越トンネル 一発発破に懸ける』 - 2005年11月8日放送
- ドキュメント72時間『リゾートバイト冬物語』 - 2007年2月13日放送[63]。岩原スキー場が舞台
- 温泉女子 第29回 - 2012年
- 日本の名峰・絶景探訪 第27回『天上の雪原 輝く苗場山』 - 2013年12月7日放送[64]
- 出没!アド街ック天国 - 2017年3月4日（土）放送[65]
- NNNドキュメント『シリーズ平成 さらば"東京都湯沢町" 平成バブルを抜けると』 - 2019年4月1日放送[66]
- ハートネットTV『出張！ハートネット やさしいまちのレシピ 新潟県湯沢町』 - 2019年7月24日放送[67]
- バナナマンのせっかくグルメ!! - 2020年1月26日放送[68]
- にっぽん百名山『苗場山 〜初夏!輝く天空の大湿原〜』 - 2021年8月23日放送[69]
- 金よう夜きらっと新潟『フジロックの“選択”』 - 2021年9月17日放送[70]
- 鉄道沿線歩き旅 第12回『秋の上越線100km ももクロも歩くZ！』 - 2021年11月13日放送[71]
- 金よう夜きらっと新潟『ルポ 湯沢再考〜“コロナ移住”は何をもたらすか〜』 - 2022年1月28日放送[72]
- テレメンタリー『湯沢 Re:start －リモートで変わるリゾート－』 - 2022年6月4日放送[73]
- 1億人の大質問!?笑ってコラえて! - 2022年11月2日放送[74]。ダーツの旅
- 帰れマンデー見っけ隊!! - 2023年11月13日放送[75]。秘境路線バスの旅・バスサンド
- ベスコングルメ『越後湯沢でベスコングルメを満喫！』 - 2024年2月4日放送[76]
- サンドウィッチマン&芦田愛菜の博士ちゃん - 2024年3月16日放送[77]

### ドラマ
- 特別機動捜査隊（1968年） - 第325話「金色の天使の矢」
- 花王ファミリースペシャル ミスター天気予報本日快晴!（1993年） - 第3作「新潟・越後湯沢編」
- 風の刑事・東京発!（1995年） - 第9話「越後湯沢行き！刑事をゆする女」
- おそるべしっっ!!!音無可憐さん（1998年） - 第7話のロケ地としてNASPAスキーガーデンと温泉街が登場
- タクシードライバーの推理日誌（1998年） - 第8作「愛と死の殺人迷路 東京－新潟 350kmを死体が走った?!」
- 人にやさしく（2002年） - 湯沢中里スキー場（当時）が登場
- 貧乏男子 ボンビーメン（2008年） - 第1話のロケ地として湯沢高原スキー場が登場
- ロストデイズ（2014年） - 主要な舞台としてかぐらスキー場みつまたゲレンデが登場
- 『雪国 -SNOW COUNTRY-』（2022年） - ロケは福島県 [78]
- ゲレンデ飯（2025年） - 第1話に湯沢高原スキー場、第3話に神立スノーリゾートが登場

### アニメ
- 機動警察パトレイバー（1989年） - 初期OVA第7話「特車隊、北へ!」で関越トンネルを通過するレイバーキャリアを拿捕しようとするシーンが存在する
- けいおん!#第2期『けいおん!!』（2010年） - 12話「夏フェス！」に登場するフェスのモデルがフジロックフェスティバル

### ゲーム
- 電車でGO!2高速編、電車でGO! プロフェッショナル仕様 - 北越急行ほくほく線が登場

### 特撮
- ウルトラマン（1967年） - 第30話「まぼろしの雪山」に登場する伝説怪獣ウーの生息する飯田山のモデルが飯士山
- コメットさん（1968年） - 第36話「雪のおばけが出たぞ」で苗場スキー場がロケ地に
- 『スーパー戦闘 純烈ジャー』スピンオフドラマ「純烈のラブ湯～全国名湯巡り」[79]

### 漫画
- レイド・オン・トーキョー（小林源文）
- トンネルぬけたらスカイ☆ブルー（しげの秀一）
- 冷馬記（原作/山上たつひこ 作画/喜国雅彦）
- おいしいコーヒーのいれ方（コミカライズ版） - #53～57（ジャンプコミックス9巻）

### 歌曲・民謡・詩吟
- 三国馬子唄（民謡）
- 上越線行進曲（四家文子） 1931年 　作詞：松村義人 / 作曲：小松清
- 湯沢スキー小唄（新作民謡） 1931年　作詞：松村義人 / 作曲：小松清
- 湯沢スキーシャンソン（新作民謡） 1937年　作詞：北原白秋 / 作曲：町田嘉章
- 土樽小唄（新作民謡） 作詞：高波吾策 / 作曲：松越隆司[80]
- 湯沢ファンタジー
- とろりこ節（三橋美智也・福原千恵子） 1962年　作詞：矢野亮 / 作曲：細川潤一 - 湯沢観光協会制定歌で町内の地名や観光スポットが曲に多く盛り込まれている。運動会や夏まつりの民謡流しなどで今でも積極的に用いられる。
- 雪国エレジー（下谷二三子） 1962年 - とろりこ節のカップリング曲
- あのひとの雪国（瀬川瑛子） 1972年　作詞：星野哲郎 / 作曲：新井利昌
- 雪国（水原弘） 1973年　作詞：志摩美之 / 作曲：平尾昌晃
- 北風小僧の寒太郎 - 1974年の「みんなのうた」放映版で新潟県出身の月岡貞夫が描いたアニメに「越後湯沢」の塚と三国峠の風景が登場
- 湯沢温泉旅情（陣ヶ峰浩一） 作・編曲：桜田誠一
- 苗場音頭（円山京子） 1978年　作詞：長谷川洋 / 作曲：永田哲也
- 浅貝馬子唄（円山京子） 1978年
- 湯沢旅情（加山雄三） 1980年　作詞：安麻呂 / 作曲：丸山楽太郎・弾厚作
- 上越新幹線開業記念 湯沢小唄（小久保尚美） 1982年　作詞：村山俊郎 / 作曲：後藤信之
- 雪国（殿さまキングス） 1985年　作詞：たかたかし / 作曲：市川昭介
- 女の雪国（徳巻駒子） 1987年　作詞・作曲：遠藤実 / 編曲：斉藤恒夫
- 湯沢で待つわ（徳巻駒子） 1987年　作詞・作曲：遠藤実 / 編曲：斉藤恒夫
- あゝ三国峠（三波春夫） 1991年　作詞：三波春夫 / 作曲：猪俣公章
- 女の雪国（村上幸子） 2002年　作詞：星野哲郎 / 作曲：桜田誠一　- 2017年に小桜舞子がカバー
- 北越雪譜（牧村三枝子） 2002年　作詞：水木かおる / 作曲：遠藤実
- 湯沢の女（美川憲一） 2002年　作詞：吉岡治 / 作曲：弦哲也
- 駒子（おおとり舞） 2002年　作詞：石坂まさを / 作曲：さいとう聖子
- 雪国駒子（高城みゆき） 2002年　作詞：山北由希夫 / 作曲：南城よしお
- 越後湯沢駅（香田晋） 2007年　作詞：木下龍太郎 / 作曲：南郷孝 / 編曲： 前田俊明
- 雪国〜駒子 その愛〜（坂本冬美） 2007年　作詞：たかたかし / 作曲：弦哲也
- 出逢い橋（入山アキ子） 2013年　作詞：悠木圭子 / 作曲：鈴木淳
- 駒子の愛（仁支川峰子） 2014年　作詞：あおやぎまさかつ / 作・編曲：泉盛望
- 越後湯沢の恋おんな（上村國隆） 2015年　作詞：岩佐多歌子 / 作曲：山中博
- 純愛（三山ひろし）　2017年　作詩：石原信一 / 作曲：中村典正 / 編曲：丸山雅仁
- 大人になる前に（NGT48） 2017年 - ミュージックビデオが町内で撮影された
- 残りの雪（谷龍介） 2020年　作詞：木下龍太郎 / 作曲：岡千秋

## 当町に拠点を置く主な特定非営利活動法人
- ユースポ
- ネージュ
- アースロア
- 湯沢スポーツアクティブ

## メディア
南魚沼エリアとして南魚沼市と一体に扱うものを含む
- 魚沼よみうり  - 月2回発行のミニコミ誌 1998年7月創刊 2019年3月休刊
- 雪国新聞  - 週一回発行 有料 2019年3月創刊
- VITA湯沢  - 株式会社ひまわりの発行するクーポンを中心とした季刊の無料ミニコミ誌 2007年7月創刊
- 湯沢ぐらし - 移住者を中心とした二地域居住の無料情報誌 VITA湯沢と合併
- 雪ありて  - 株式会社みらいが発行する隔月発行のフリーペーパー 2017年創刊
- 雪国うおぬMAP - エフエム雪国が発行する季刊のフリーペーパー
- ら字お - エフエム雪国が発行するフリーペーパー アナウンサーの紹介やタイムテーブルが記載
- くらしの情報  - 株式会社みらいが発行する月1～2回発行の集合広告
- LINK  - 月1回発行の集合広告
- お茶の間通  - 月1回発行の集合広告
- NICうおぬま - 新潟日報販売店インフォメーションペーパー 月1回発行
- 魚沼へ  - 八海醸造の発行する季刊誌
- 雪と旅Snow & Journeys  - 株式会社滝沢印刷の発行するフリーペーパー。スノーカントリーフリーク(scf)から改題
- ほっくほくマガジン - ほくほく線沿線地域振興連絡協議会

### 放送局
防災無線を兼ねてほぼ全世帯でエフエム雪国（76.2MHz）が受信可能。町内に中継局があるが、大和FM中継局のNHKFM（83.5MHz）とFM新潟（86.5MHz）の電波も場所によっては届く。AMは関東圏のラジオ局電波がほぼそのまま拾える他、NHK新潟ラジオ第一は六日町ラジオ中継放送所（1323kHz）、BSNは塩沢ラジオ中継局（1485kHz）が比較的近い。
- 湯沢テレビ・FM中継局
- 土樽テレビ中継局
- 浅貝中継局
- 二居中継局
- 三俣中継局

なお町内は在京キー局エリアである群馬県と隣接しているため一部で在京キー局を直接受信する事ができ、さらに苗場地区ではテレビ埼玉も直接受信可能な箇所がある。

## 湯沢町出身の有名人
- 直江兼続 - 雲洞庵や坂戸城の存在から南魚沼市とする説が一般的だが、当時の湯沢一帯を知行地とした武将に樋口姓が多い事から湯沢出生地説も存在
- 大倉省吾 - 東京堂二代目[81]
- 高橋新一郎 - 東京堂初代
- 柏木義之 - アルペンスキーデモンストレーター（全日本スキー技術選手権優勝4回）
- 柏木久美子 - アルペンスキー選手（長野オリンピック、ソルトレークシティオリンピック出場）
- 岸野裕 - 実業家
- 下山研郎 - フリースタイルスキー選手（ソルトレークシティオリンピック出場）
- たかの友梨 - エステティシャン、アンチエイジング美容研究家
- 南雲喜之七 - 岡村貢と共に上越線敷設に尽力した
- 南雲美津代 - アルペンスキー選手（札幌オリンピック出場）
- 笛田博昭 - テノール歌手（トキめき新潟国体冬季大会スキー競技会開会式国旗儀礼時に国歌独唱）
- 皆川賢太郎 - アルペンスキー選手（長野オリンピック出場、ソルトレークシティオリンピック出場、トリノオリンピック入賞）
- 森下一喜 - ガンホー・オンライン・エンターテイメント代表取締役社長

## 湯沢町にゆかりのある人物
- 秋山庄太郎 - 湯沢高原を撮影地として好んだ。現在も秋山庄太郎記念湯沢高原フォトコンテストが開催されている
- 猪谷千春、猪谷六合雄 - 1943年に居住していた。
- 石川遼 - 渡米前に毎年冬季合宿を行っていた。活動拠点を兼ねて記念館「リスの家」が湯沢温泉通りに存在した。
- 伊藤綾 - 社会起業家
- 伊藤周左エ門 - 冒険家
- 岩佐十良 - 雪国A級グルメ提唱
- 大平晟 - 日本山岳会名誉会員。苗場山頂に顕彰碑が存在
- 柏木正義 - アルペンスキー選手
- 上村愛子 - フリースタイルスキー選手
- 加山雄三 - 特別観光大使。自身もかつて町内で加山キャプテンコーストスキー場を経営。父の上原謙はかつての岩原スキー場オーナー
- 川村あんり - 湯沢学園出身
- 川上四郎 - 町内にアトリエがあり、晩年を湯沢で過ごした。川上四郎記念全国童画展が現在も開催されている
- 北口榛花 - 父親がパティシエとして湯沢のホテルに勤務。本人は幼少期(2歳迄)、南魚沼市在住。
- 白簱史朗 - かつて町内に写真館（世界山岳写真美術館）が存在した
- 関口コオ - 関口コオきり絵美術館
- 高頭仁兵衛 - 日本山岳会創始者の一人。神楽峰に「天下之霊観」の碑を建立
- 成田沙耶加 - 第53代ミス駒子
- 深田久弥 - 終戦後の一時期居住していた
- 松任谷由実 - 1981年より毎年苗場プリンスホテルでライブを行う
- 森鴎外、山縣有朋、徳川家達 - 明治時代に三俣の池田家に宿泊した記録が残る
- 山川純子 - アルペンスキー選手
- 吉村昭・津村節子 - 大字神立地内の霊園に吉村の生前墓地が作られた
- 山崎まゆみ
- 瀧澤宏臣
- 南保陽祐

## 関連図書
- 新潟日報報道部 編『東京都湯沢町』(潮出版社、1990年1月初版発行) ISBN 4267012253
- 新潟日報 編『東京都湯沢町は今』(新潟日報事業社、1995年4月初版発行) ISBN 4888625557